# Rinascimento francese
Il Rinascimento francese è quella fase della storia dell'arte e dell'architettura che va dal regno di Luigi XII al regno di Enrico II. Gli antefatti per il passaggio dal medioevo al periodo rinascimentale sono simili a quelli avvenuti in Italia. Le guerre di religione posero però fine a questo periodo.

## Architettura

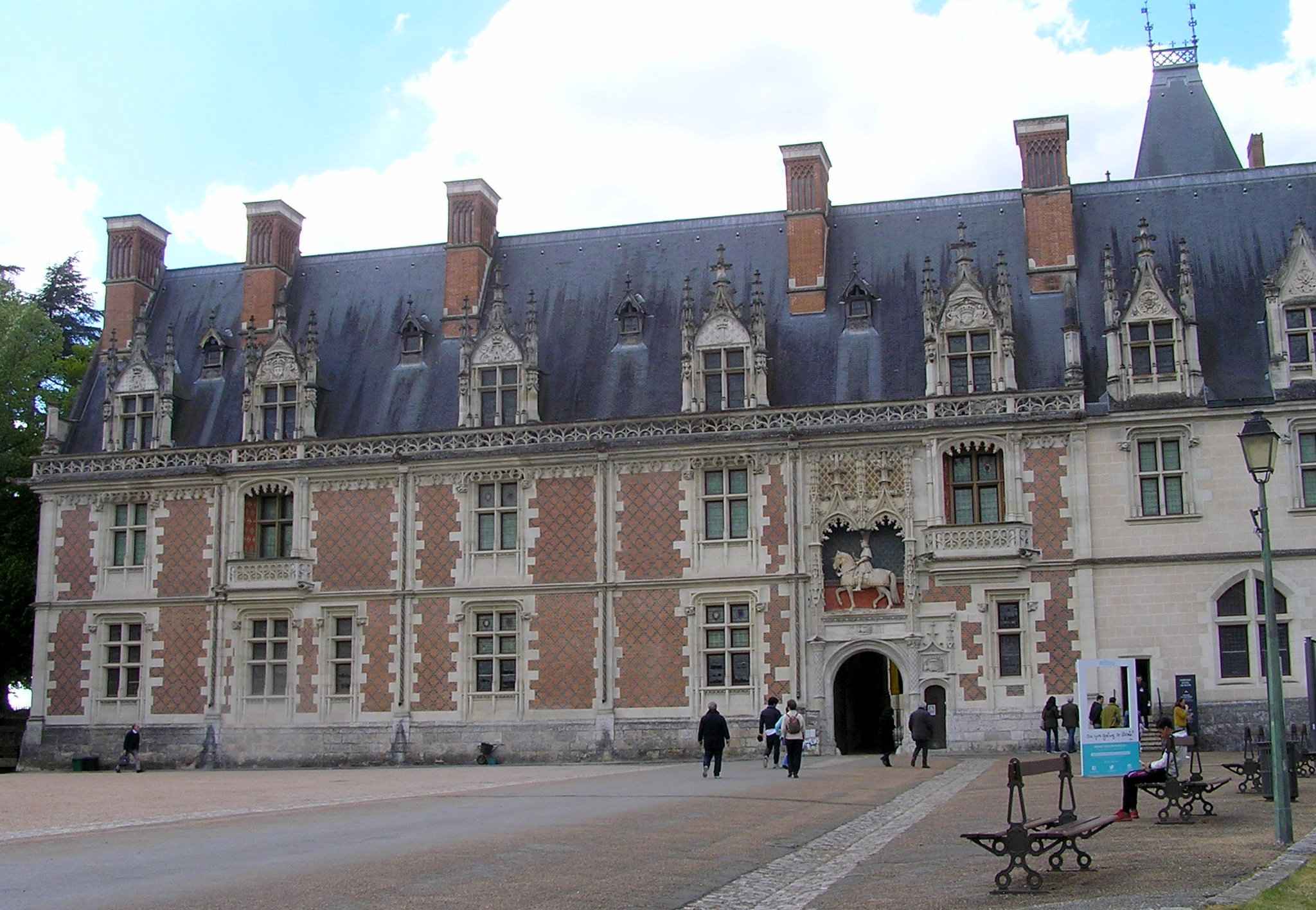
Castello di Blois, ala Luigi XII

Dal punto di vista storico lo stile rinascimentale giunge in Francia con le guerre d'Italia del 1499-1504. Durante questo periodo molti artisti ed architetti Italiani si trasferirono in Francia per lavorare a corte dei Valois. Stilisticamente si può dividere in tre fasi:
- Stile di transizione Luigi XII, che è una fase nella quale a elementi tardogotici si fondono elementi rinascimentali toscani. Questo lo si vede nel Castello di Blois con l'ala Luigi XII, e in Clos-Lucé divenuto poi castello di Leonardo da Vinci. Entrambi i castelli conservano una forma gotica (specie nei tetti e nei lucernai) ma la posizione e la grandezza delle finestre sono inserite in modo più armonico nella costruzione. C'è poi l'alternanza di elementi tardogotici e rinascimentali per quanto riguarda anche porte ed archi. Già all'inizio del XV secolo le porte d'ingresso dei castelli e delle residenze signorili avevano una forma particolare, ma che conservavano ornamenti gotici. Per quanto riguarda gli archi, le logge delle corti d'onore sono in stile rinascimentale, mentre man mano che si arriva ai tetti gli ornamenti rinascimentali lasciano il posto ad elementi gotici, il tutto è molto equilibrato. Entrambi i castelli sono costruiti con pietre rosse, gli angoli e le finestre sono contornati da tufo bianco e tetti d'ardesia.

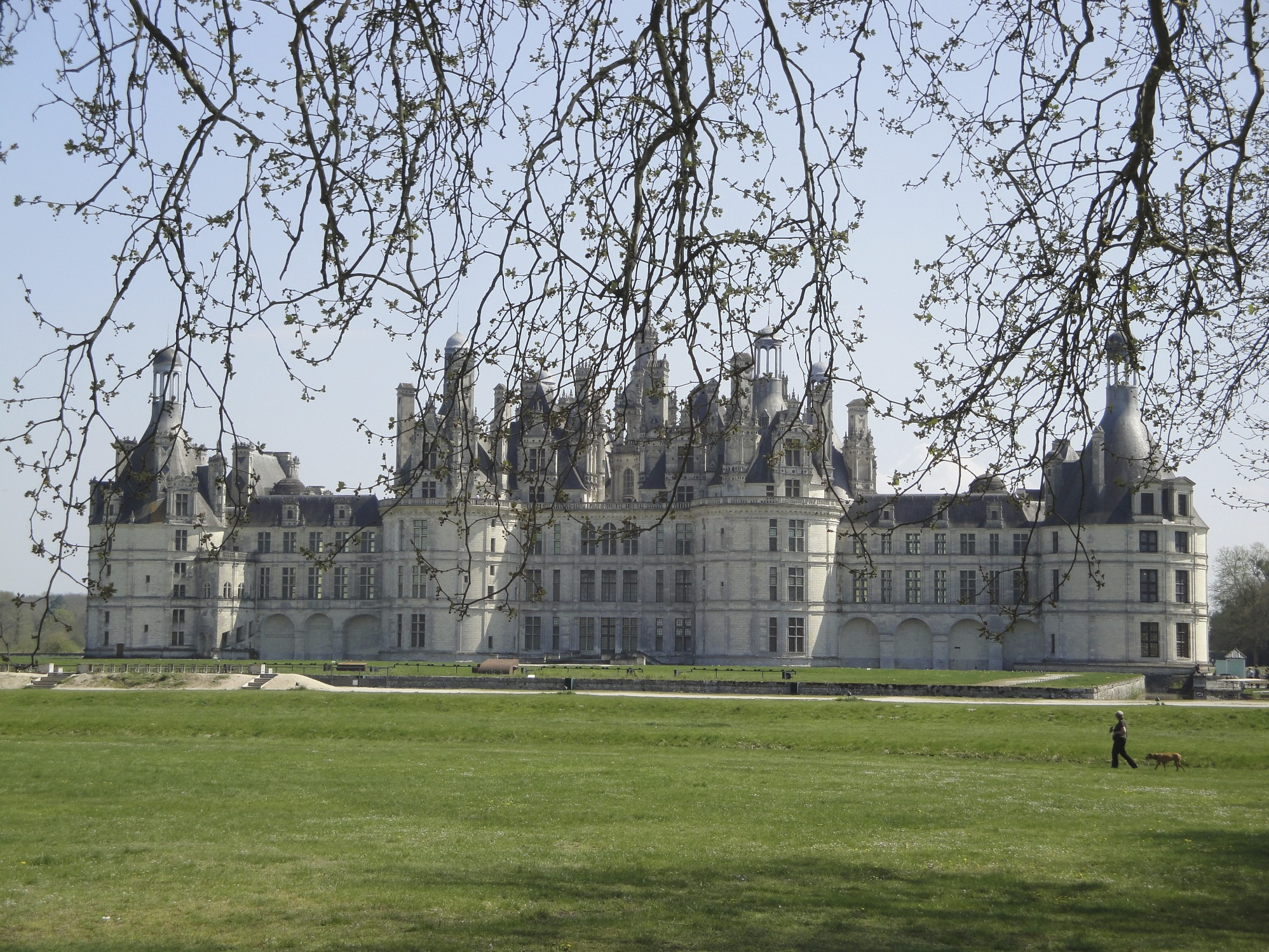
Castello di Chambord

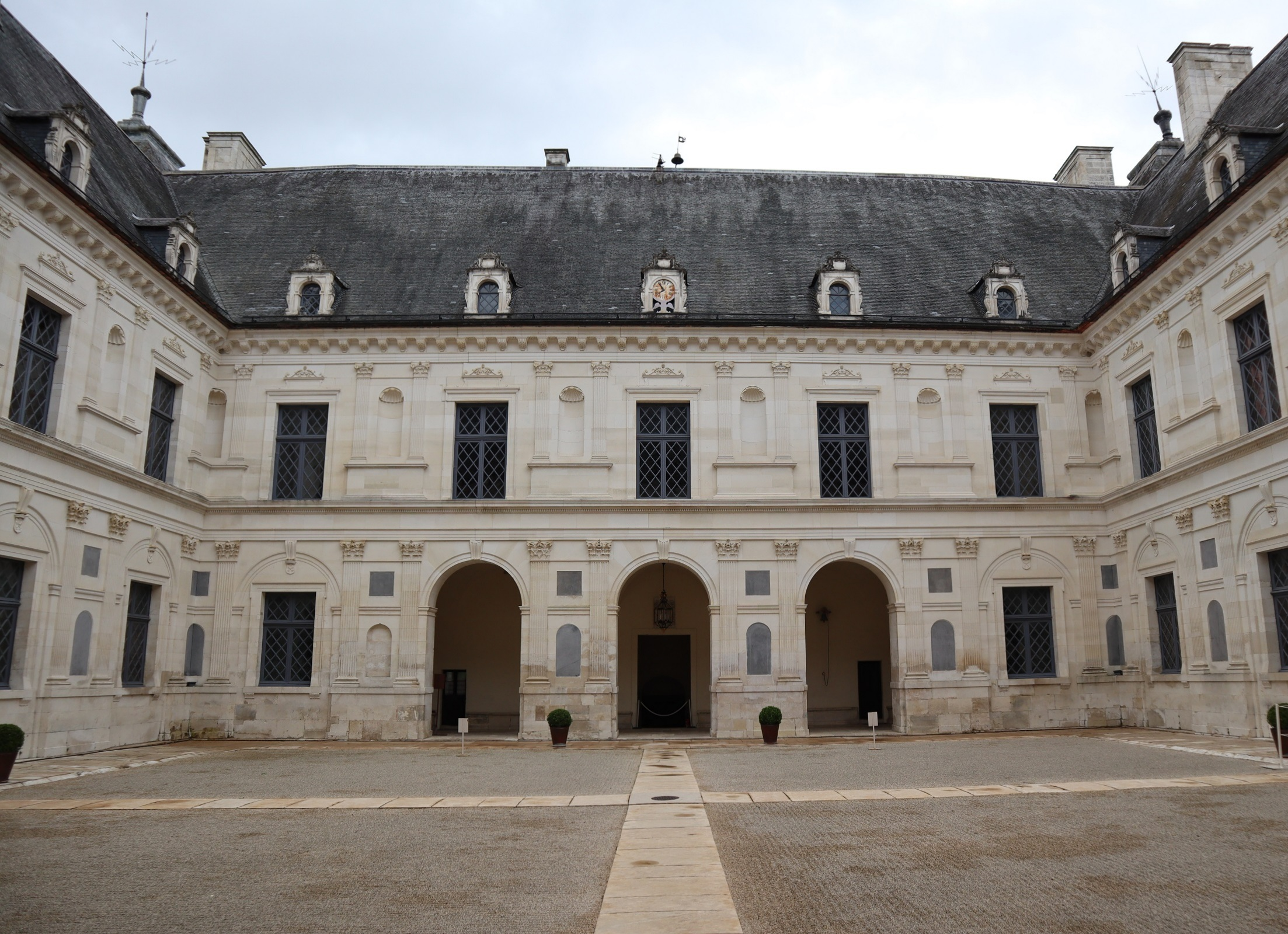
Il Castello di Ancy-le-Franc, esempio tipico del terzo stile rinascimentale francese, dove l'influsso manieristico è ben visibile

- Stile rinascimentale di Francesco I. Durante il regno di Francesco I tuttavia si raggiunge una maggiore consapevolezza dell'edilizia rinascimentale. Qui i castelli si riempiranno di losanghe, di lucernai in stile rinascimentale, alternati a tratti con quelli in stile gotico. Esempi di questo periodo sono Azayz-e- Rideau e Chambord il primo vero castello francese in stile rinascimentale. Chambord per la sua mole però viene ritenuto il precursore di regge settecentesche come Versailles, Caserta ecc. Durante questa fase si ritorna agli elementi tradizionali dell'architettura francese medievale ovvero l'ardesia per i tetti e il tufo bianco per le pareti e i lucernai.

- Stile rinascimentale di Caterina de Medici. Questo stile che abbraccia i regni da Enrico II a Enrico III, dato questo lungo lasso di tempo esso si evolve notevolmente. Come esempio della prima fase abbiamo l''ala rinascimentale del Castello di Chenonceau, non dissimile da Azay-le-Rideau ma che differisce da esso per la minore slanciatezza tipica della forma ancora gotica del castello. Della seconda fase abbiamo il Palazzo di Tuilerie che arriva a forme per certi versi già manieristiche. Dal punto di vista strutturale, i lucernai diventano più piccoli, le torri rotonde presenti nei castelli precedenti vengono sostituiti da massicci torri quadrate. La corte d'onore si sviluppa seguendo poi la struttura dei castelli successivi del XVII secolo, un padiglio centrale con due ale e 4 torrioni quadrati.

I principali architetti francesi del Rinascimento sono Pierre Lescot (autore dell'ala di Enrico II al Louvre), Jean Bullant (architetto della galleria sul fiume del Castello di Chenonceau), Philibert Delorme e i vari membre della famiglia Androuet du Cerceau.
Il rinascimento francese non si limita all'architettura ma anche alle arti ed alla scultura. Oltre Leonardo da Vinci, anche personaggi come Benvenuto Cellini ruotarono attorno alla corte. Della pittura ad esempio famosi sono quelli a carattere dionisiaco presenti a Chambord e Fointanableau. Anche la progettazione dei giardini conobbe in questa fase una grande fioritura. Carlo VIII fece allestire nel Castello di Amboise da architetti e giardinieri napoletani le Terrasse du Naples, una serie di giardini ornamentali a carattere rinascimentale. Lo stesso faranno Luigi XII e soprattutto Francesco I nel castello di Chambord.

### Castelli, chiese e giardini

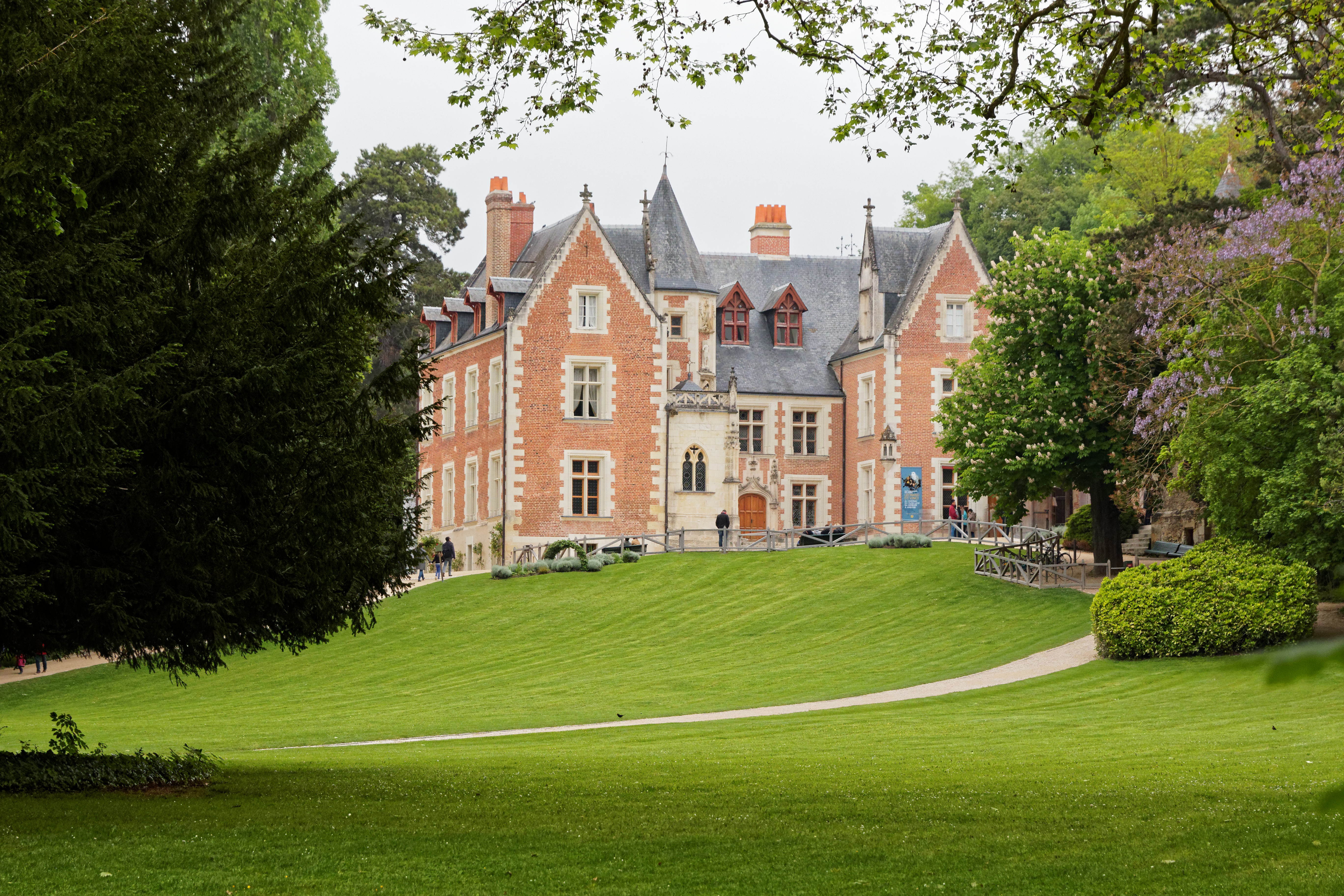
Maniero di Clos-Lucé
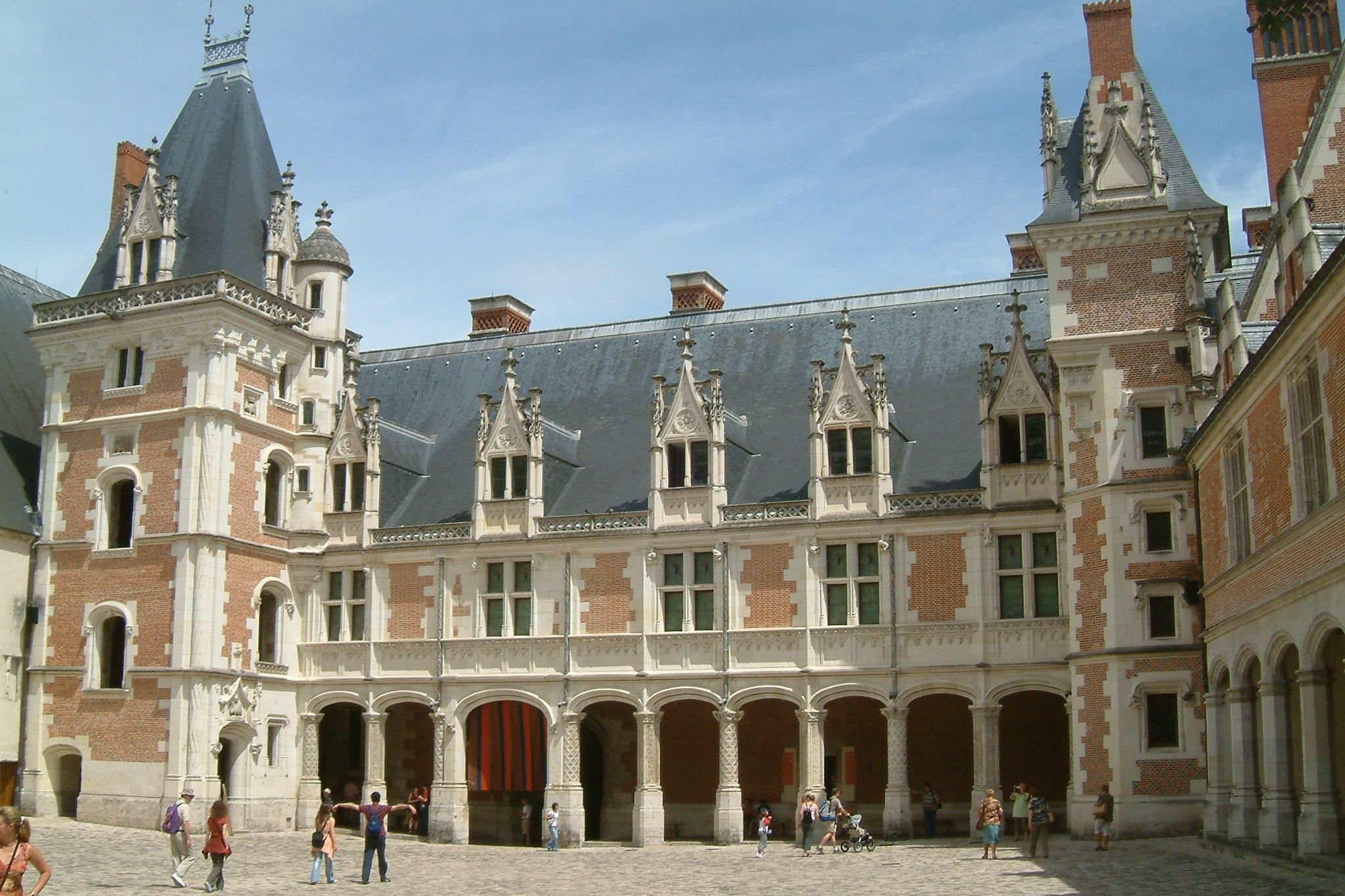
Castello di Blois, ala Luigi XII (con mattoni rossi)
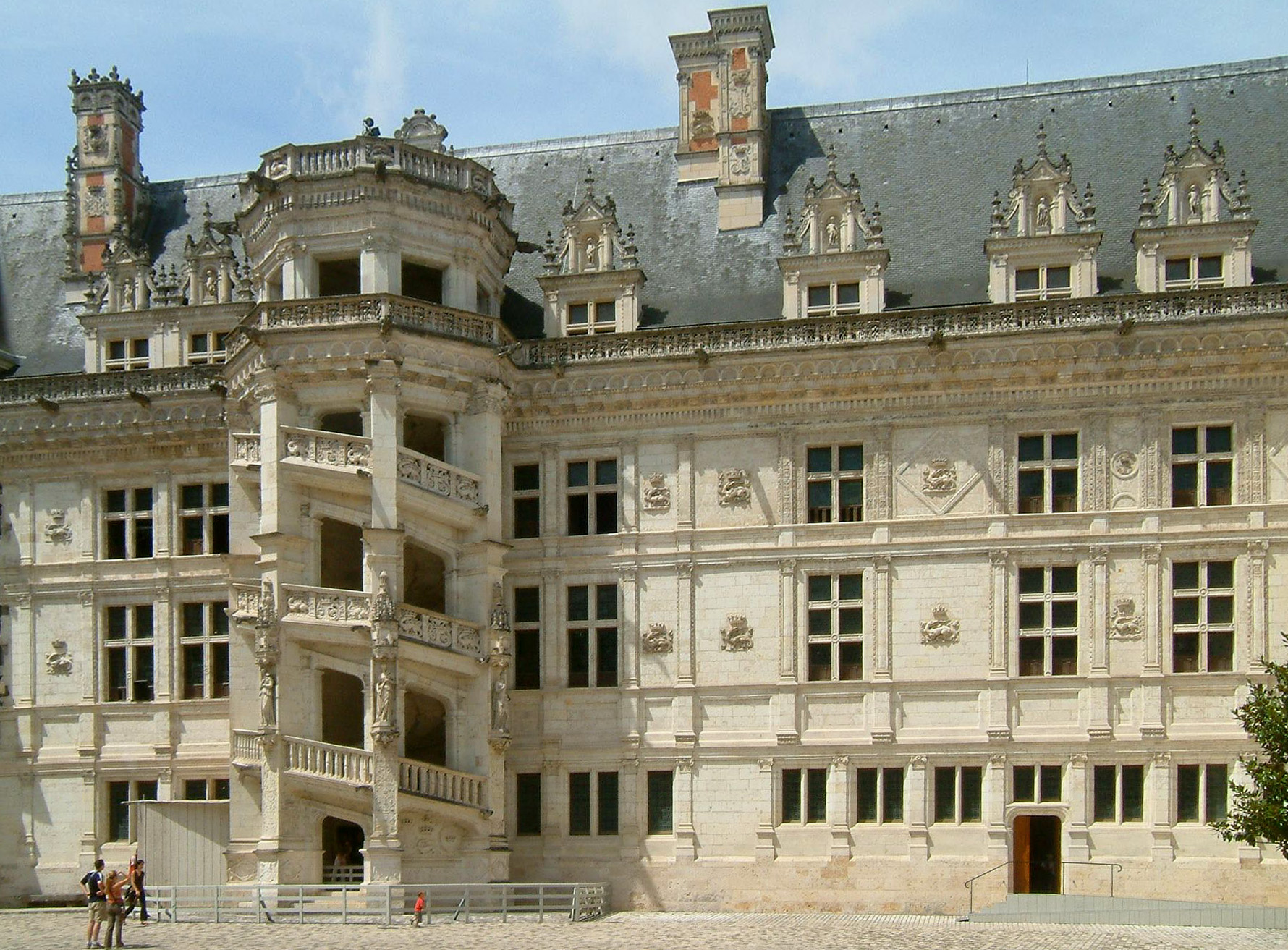
Scalone e facciata dell'ala Francesco I del castello di Blois
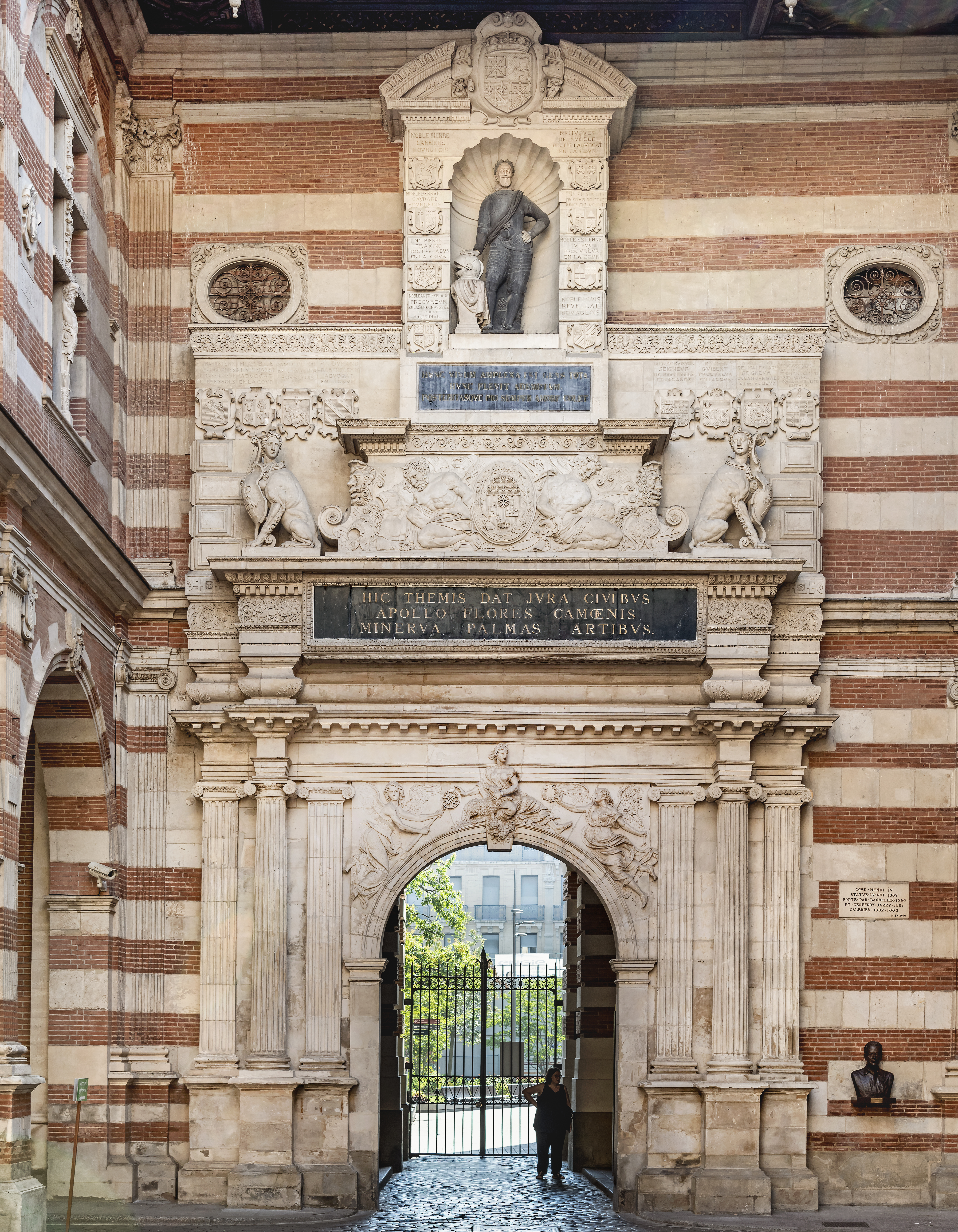
Porta trionfale di Nicolas Bachelier al Capitole di Tolosa
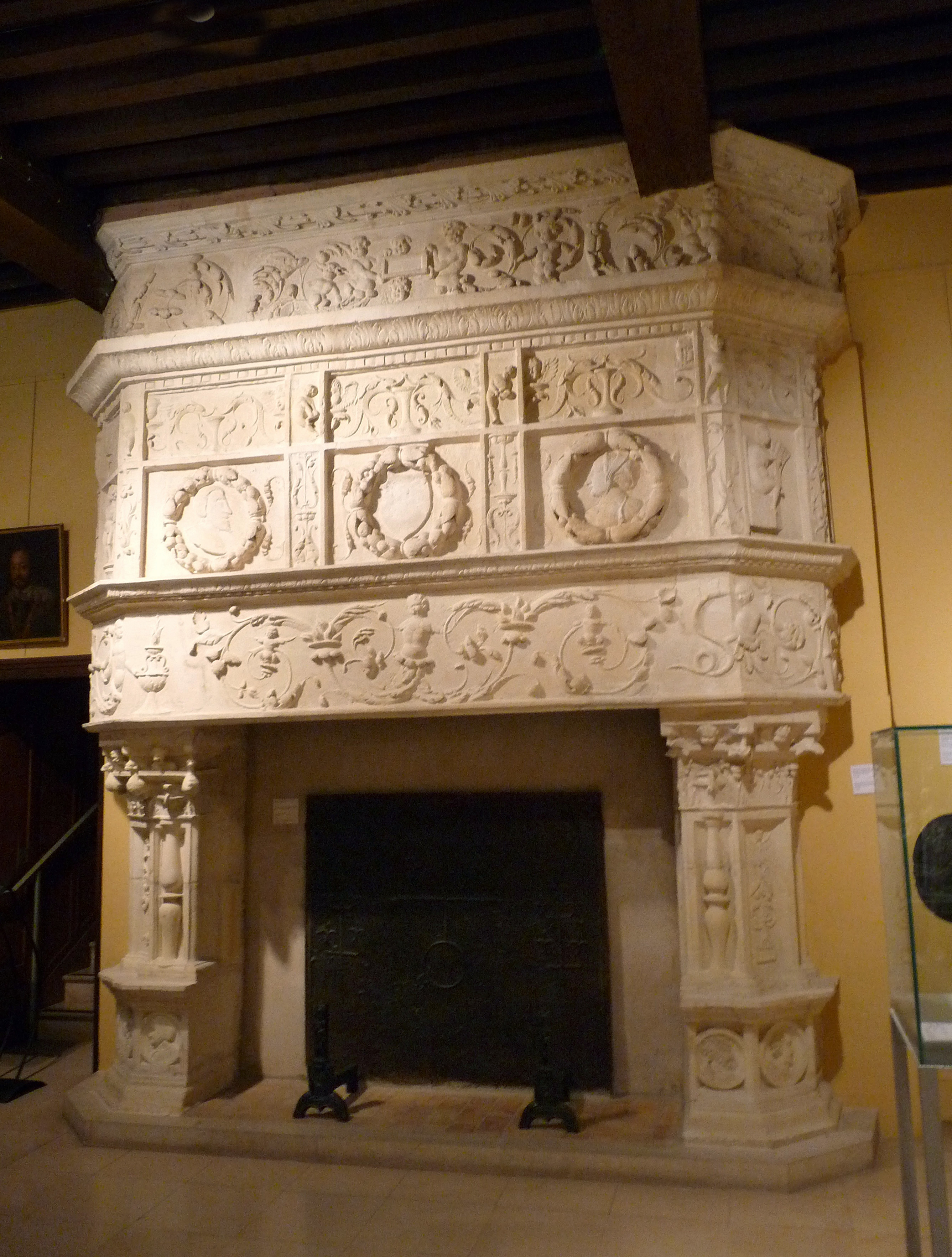
Camino del primo quarto del XVI secolo al museo di Bar-le-Duc
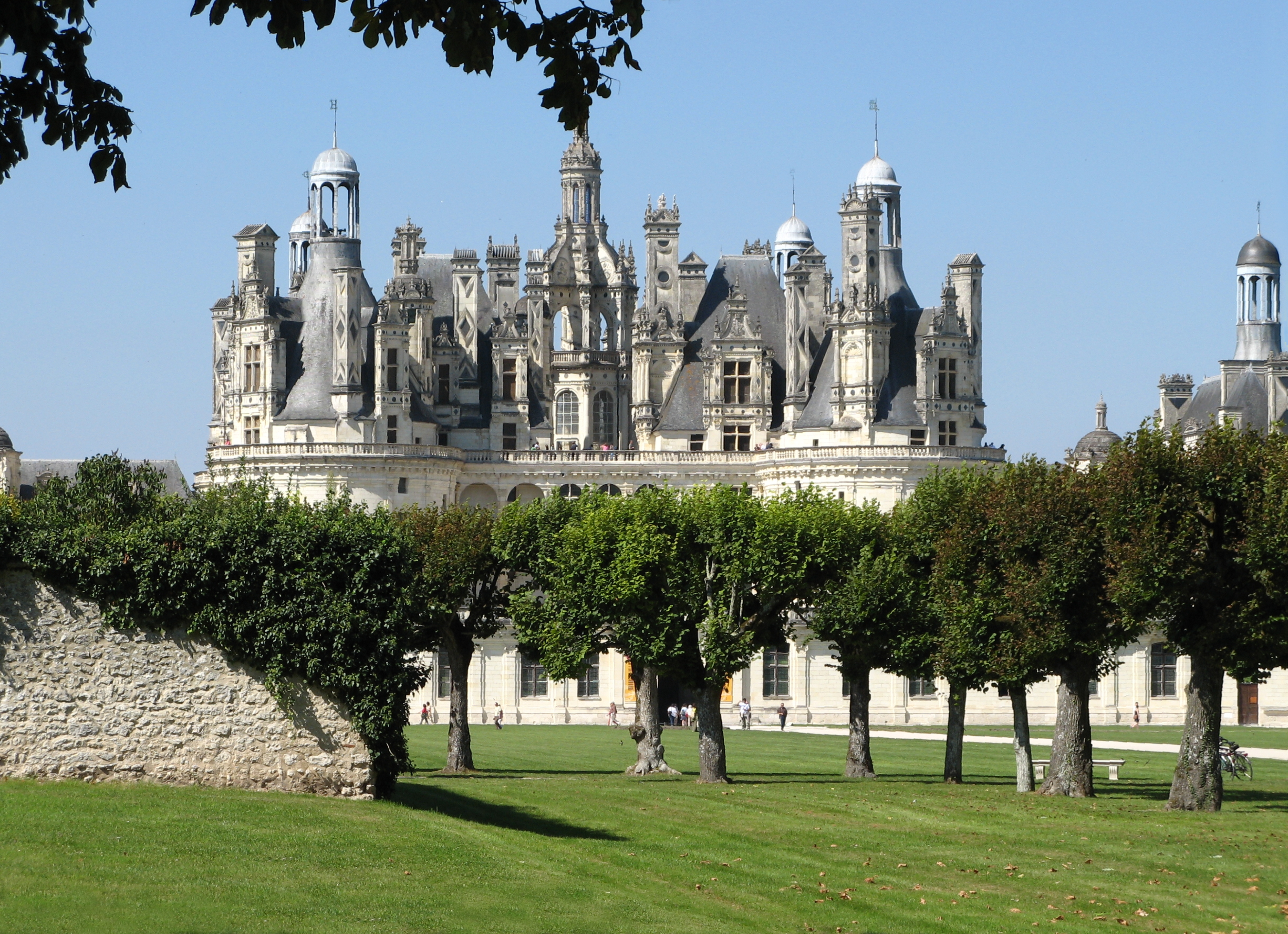
Vista dal parco del Castello di Chambord
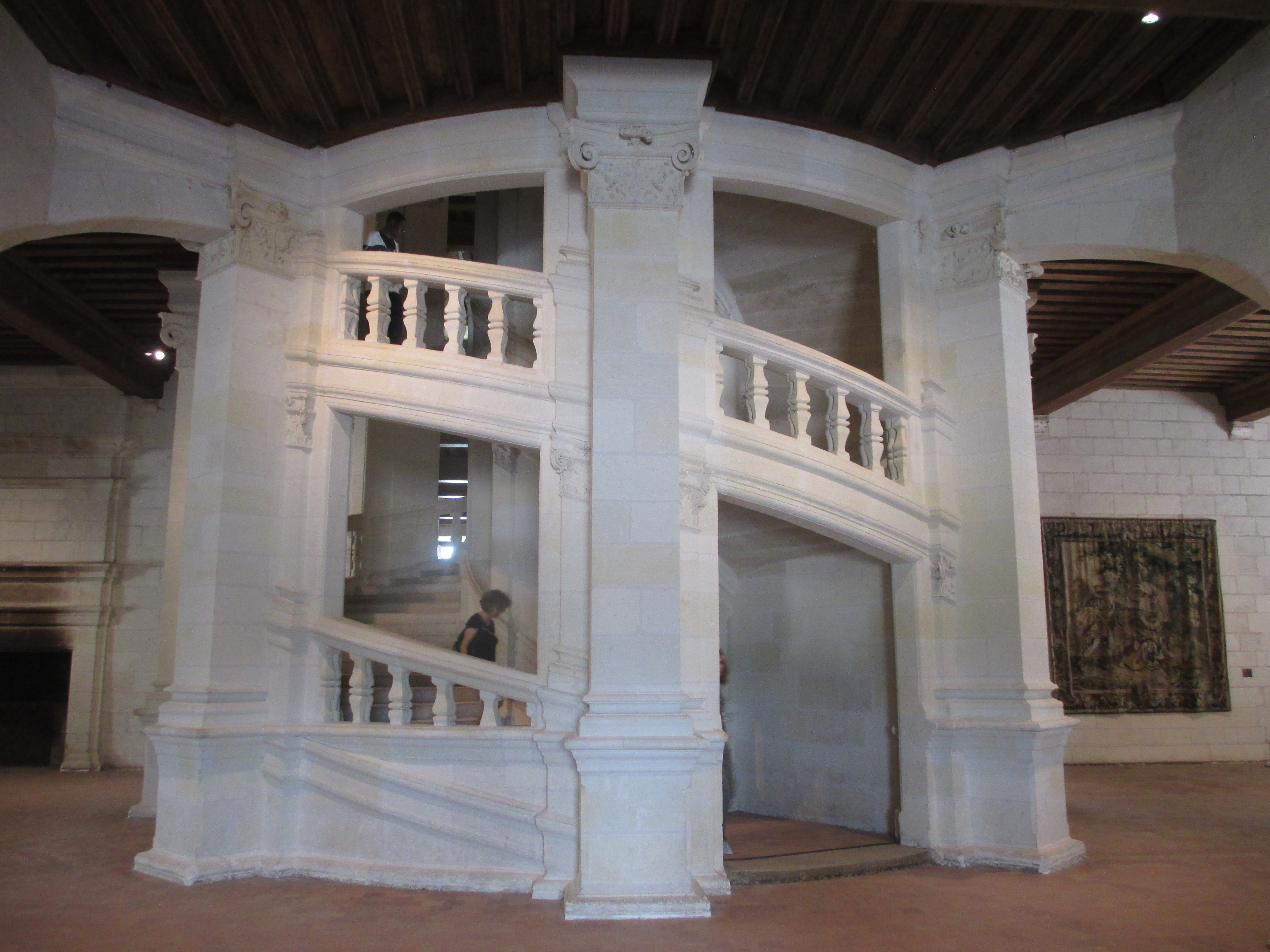
scala a chiocciola nel Castello di Chambord
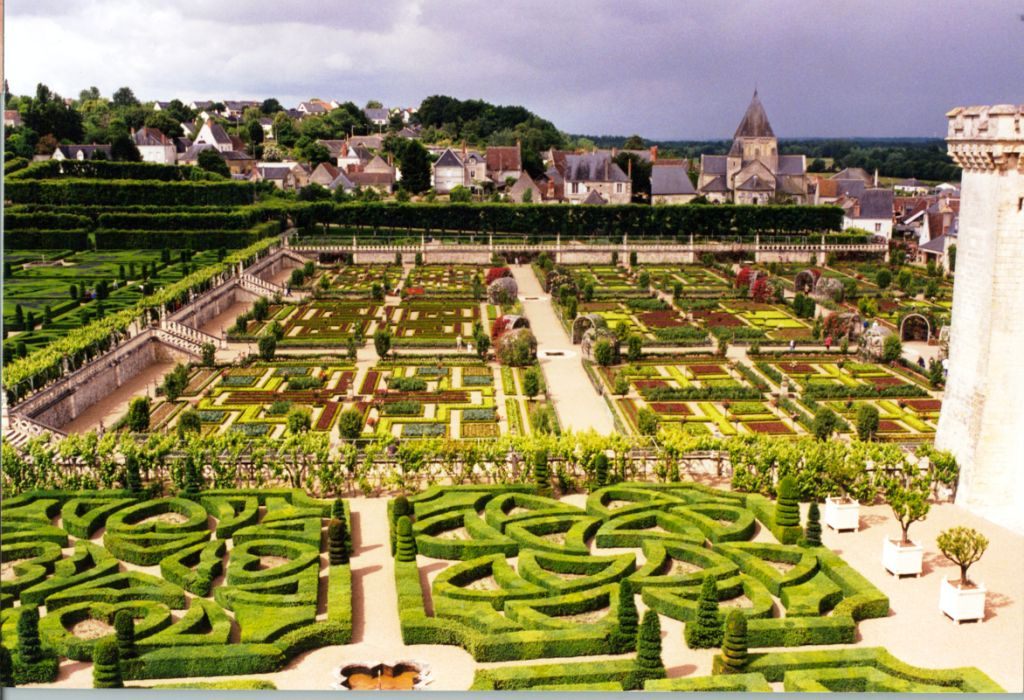
Giardini rinascimentali nel Castello di Villandry
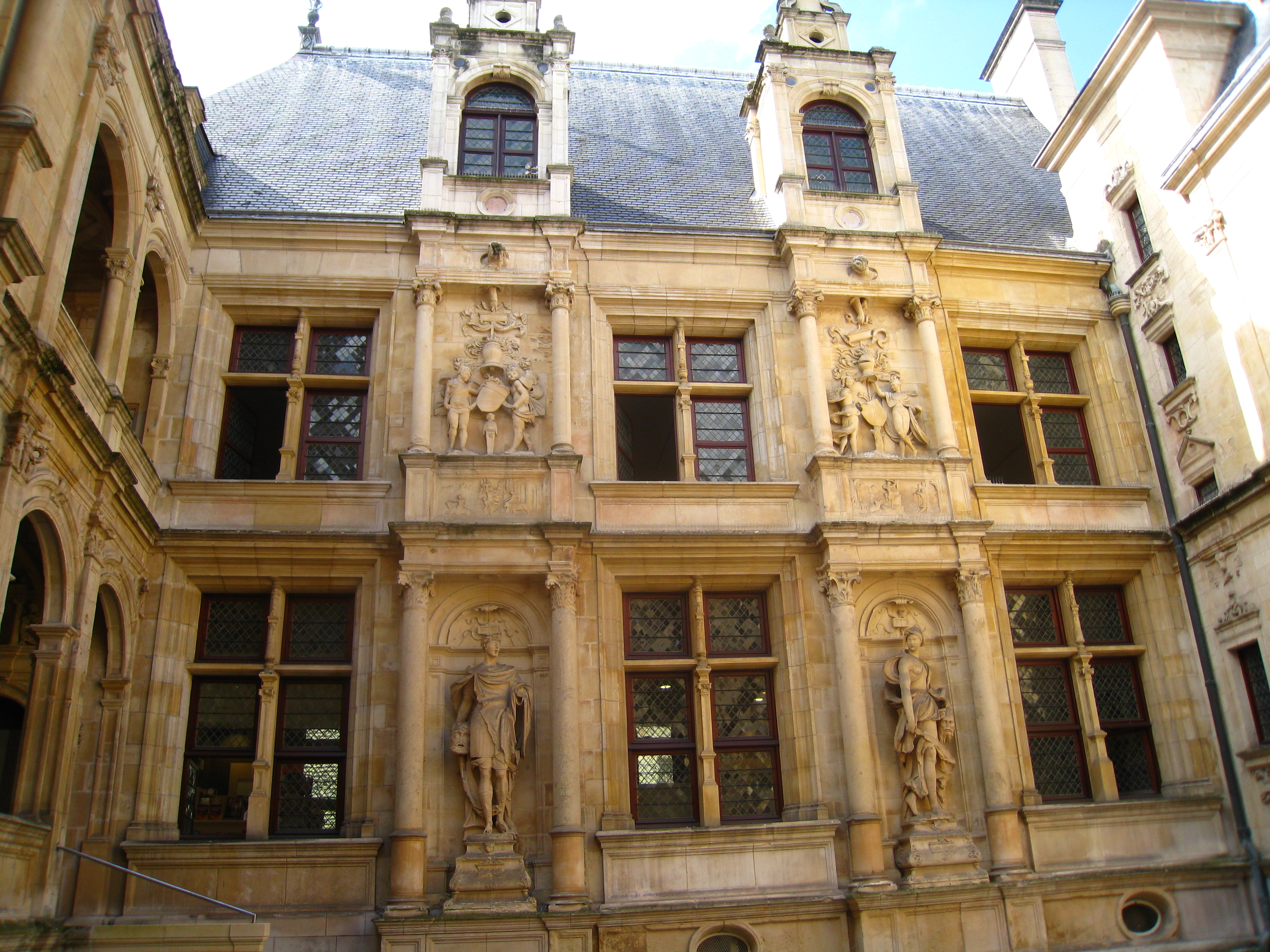
Cortile dell'Hôtel d'Escoville a Caen (1533-1540)
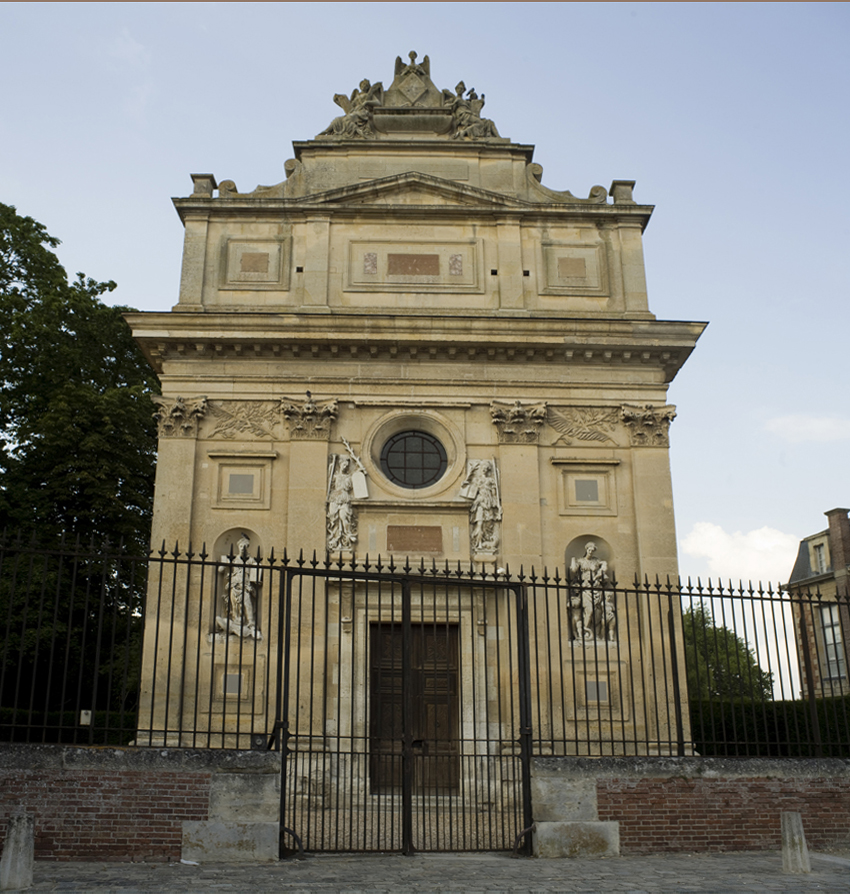
Cappella funeraria del castello di Anet (1565-1577)
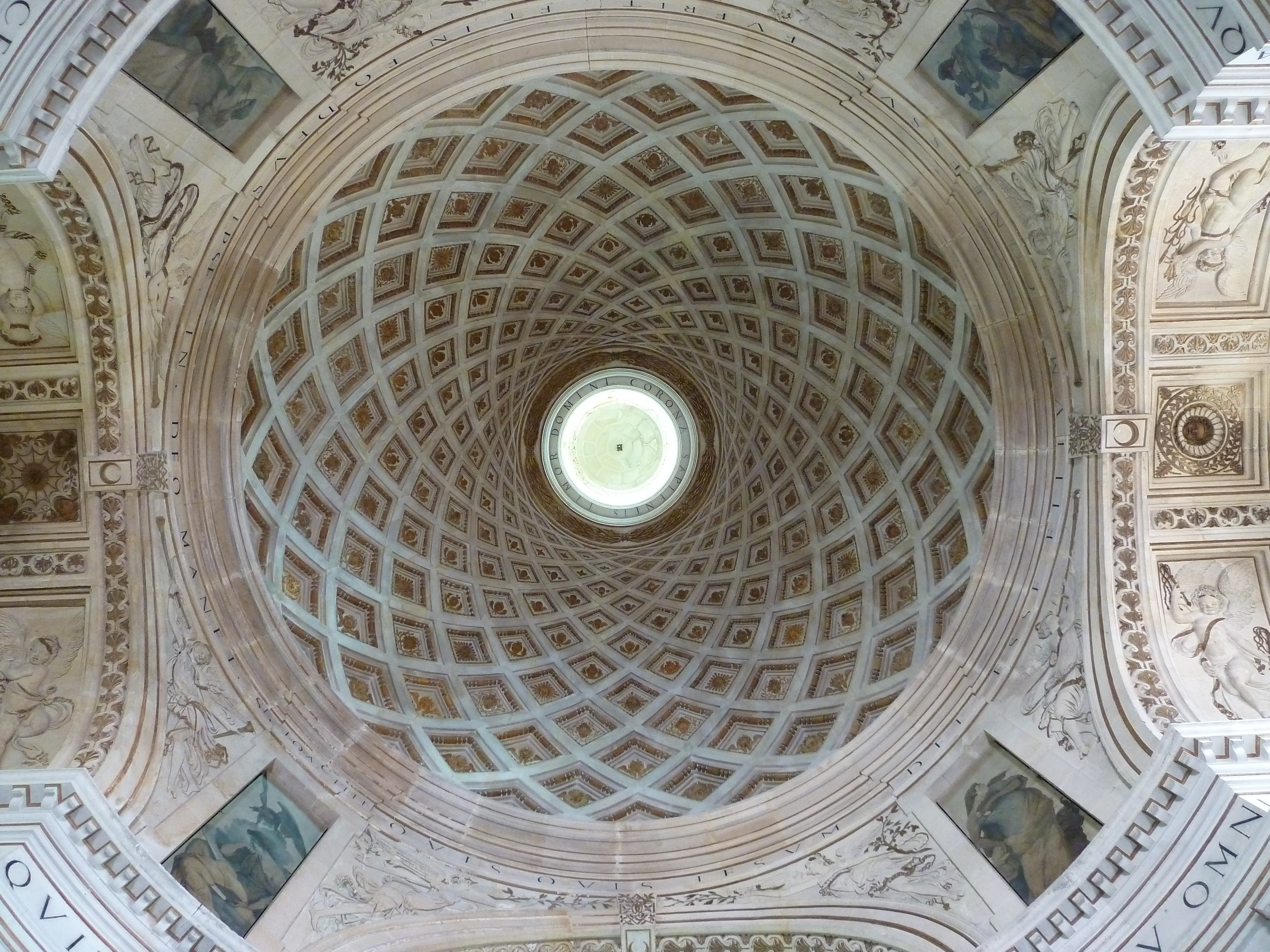
Cupola della cappella principale del Castello di Anet
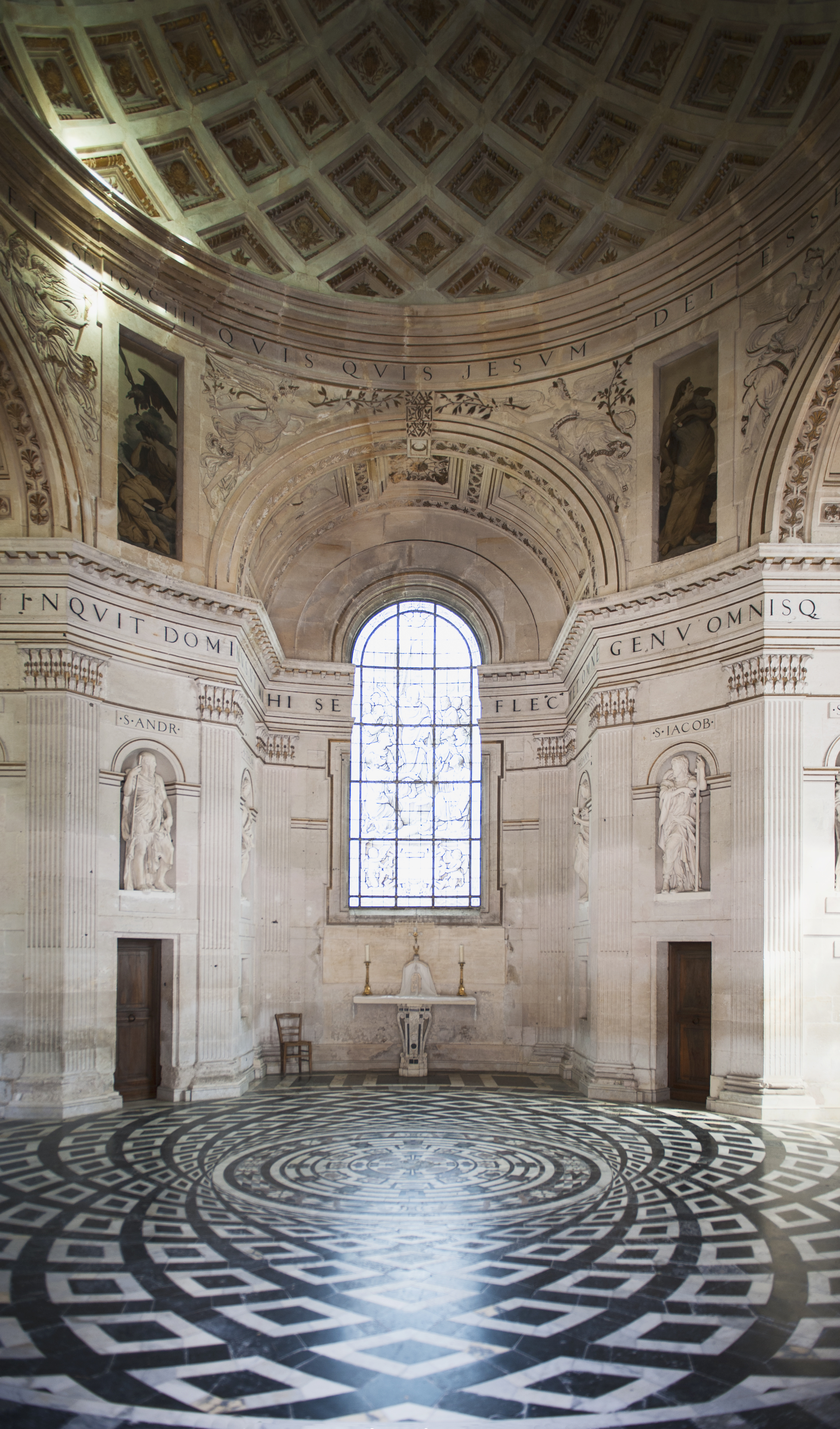
Interno della cappella principale del Castello di Anet (1549-1550)
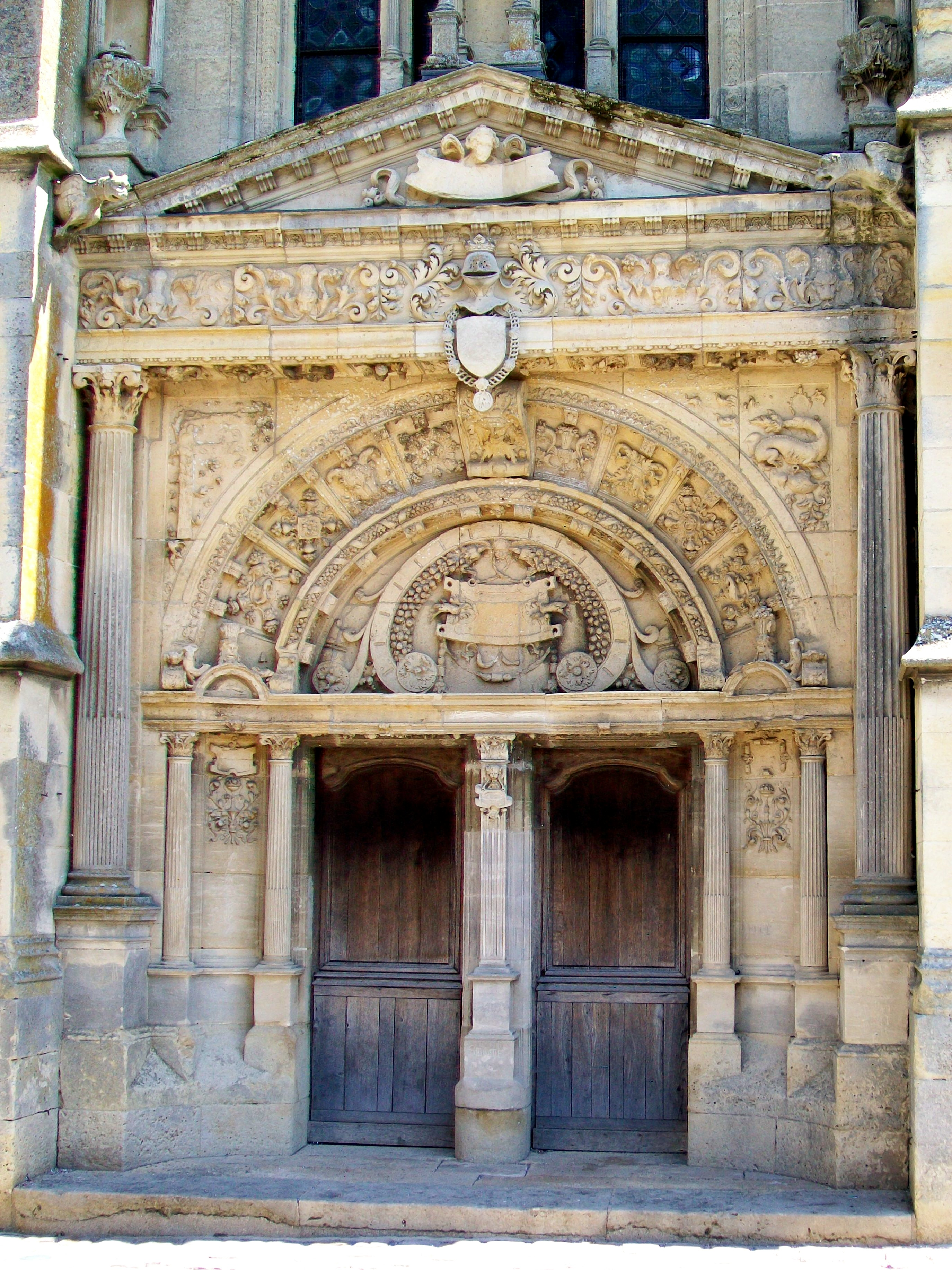
Portale rinascimentale della chiesa di San Giorgio, Belloy-en-France
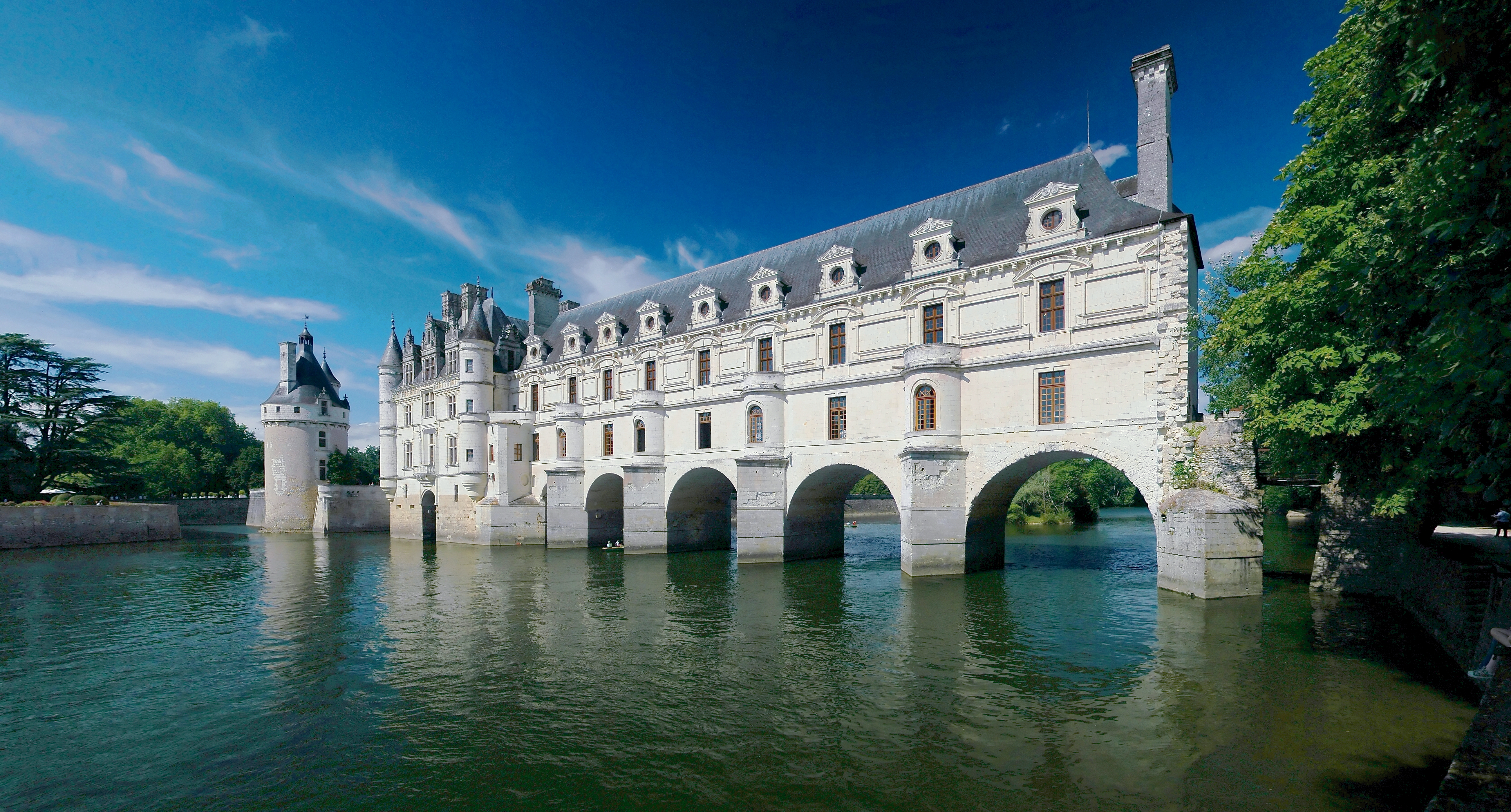
Castello di Chenonceau, splendido esempio del primo e del secondo rinascimento francese
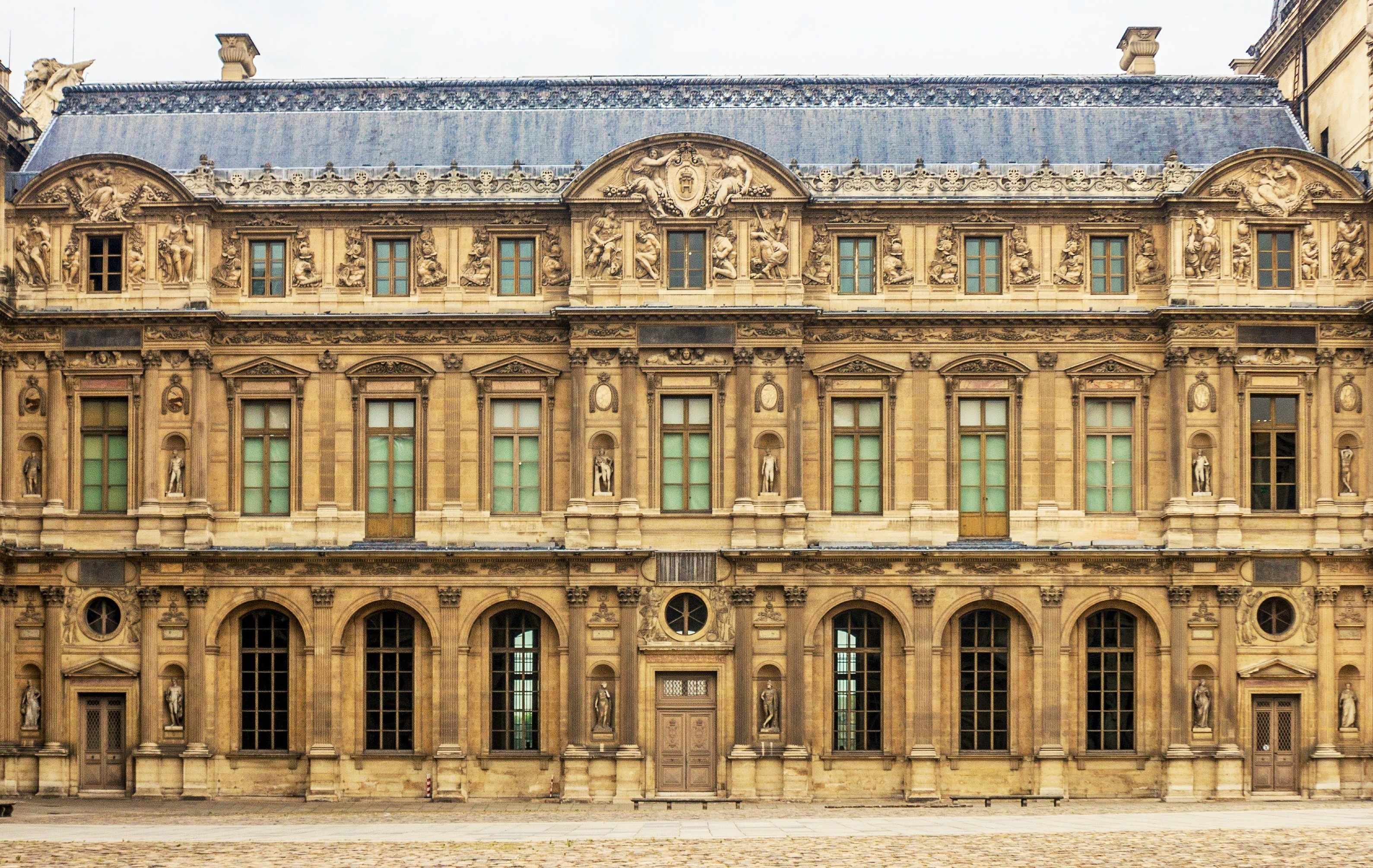
Ala Lescot del palazzo del Louvre (1546-1556)

## Pittura

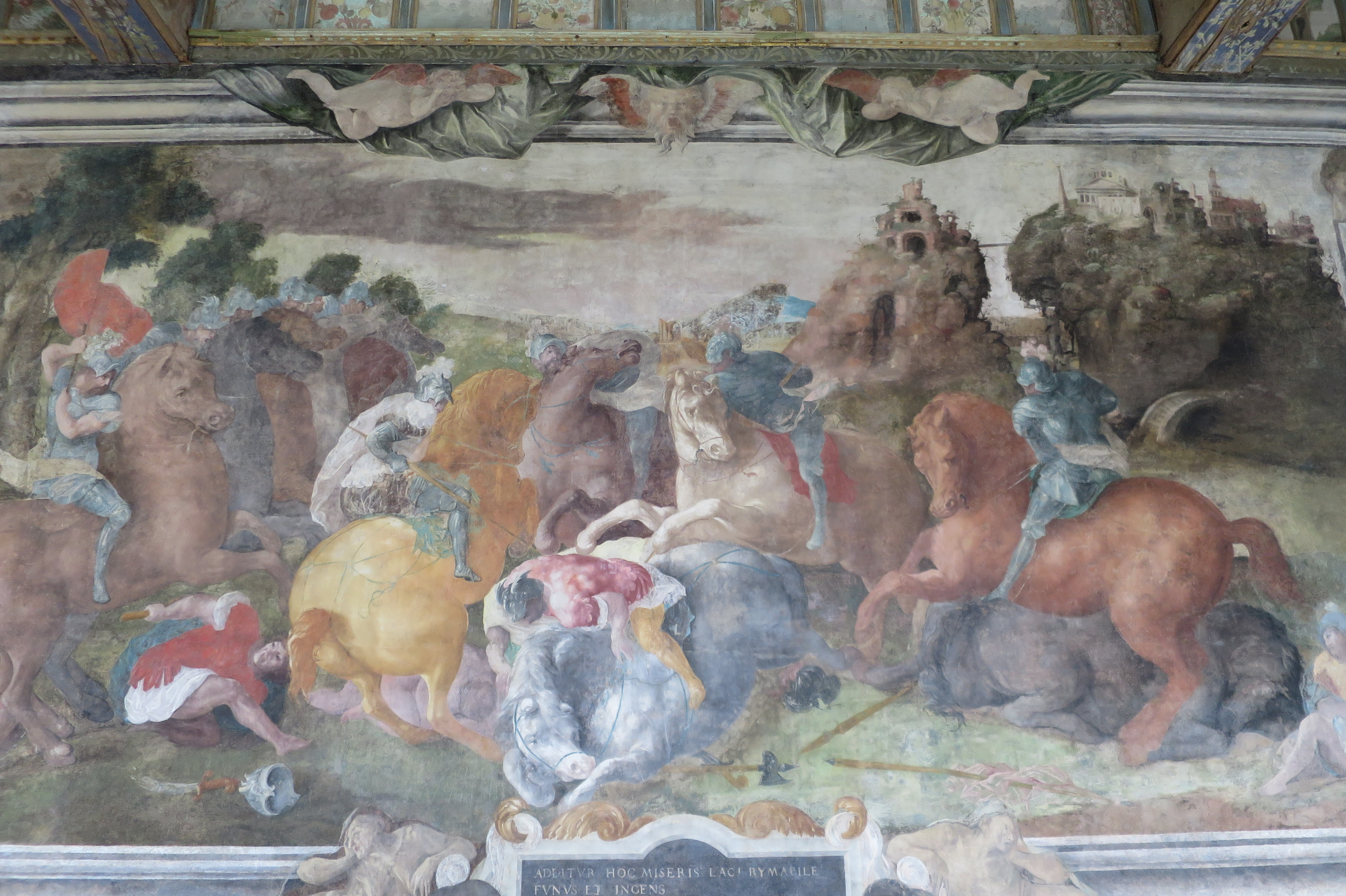
Noël Jallier, Morte di Ettore, 1546-1549 ca., affresco, Castello di Oiron

La corte dei re Francesi durante questo lasso di tempo (metà XV-metà XVI secolo) fu un pullulare di idee e di novità anche in campo pittorico. Molti Italiani troviamo non solo tra gli architetti di questo periodo, ma anche tra i pittori e gli scultori. Vennero raggiunte dei dipinti di eccelsa qualità nella decorazione dei castelli reali e della nobiltà, intorno a Parigi e nei castelli della Loira. L'esempio più importante si è il castello di Fontainebleau, vicino Parigi, ampliato da Francesco I e i suoi successori.
Anche qui è possibile dividere le tendenze pittoriche in tre fasi:
La prima è legata ancora agli ambienti tardo-gotici cortesi del XV secolo, vide uno dei più illustri pittori e miniatori nella figura di Jean Fouquet. Nella prima fase sono tipici gli scorci paesaggistici a volo d'uccello, i cieli tersi, i castelli dipinti con straordinaria cura ornamentale.
La seconda fase è legata a Francesco I e all'arrivo di molti artisti Italiani come Francesco Primaticcio, Luca Penni, Rosso Fiorentino e Nicolò dell'Abate. Lontani dagli ambienti ormai repressivi romani, vengono dipinte, nel castello di Fontainebleau, figure di dee nude, dalle forme estremamente sinuose ed allungate, come negli affreschi della galleria di Francesco I, risalenti agli anni 1530. Un esempio dell'influenza del manierismo italiano svillupato a Fontainebleau si trova negli affreschi di Noël Jallier eseguiti per la galleria del castello di Oiron, nella valle della Loira.
Accanto agli Italiani, numerosi pittori fiamminghi furono attivi alla corte francese come Jean Clouet e in provincia come, a Lione, il ritrattista Corneille de Lyon o in Borgogna il pittore Grégoire Guerard.
In campo prettamente francese sono ascrivibili l'attività di François Clouet, figlio di Jean, pittore di corte, Noël Jallier, Simon de Châlons, attivo ad Avignone, Jean Cousin, Antoine Caron e di Toussaint Dubreuil.
All'interno del contesto francese s'inseriscono una prima scuola di Fontainebleau, con l'influsso dei manieristi italiani, e una seconda scuola alla fine del secolo, all'epoca di Enrico IV, dove l'influenza è piuttosto nordica grazie ad artisti fiamminghi come Ambroise Dubois e Frans Pourbus il Vecchio.

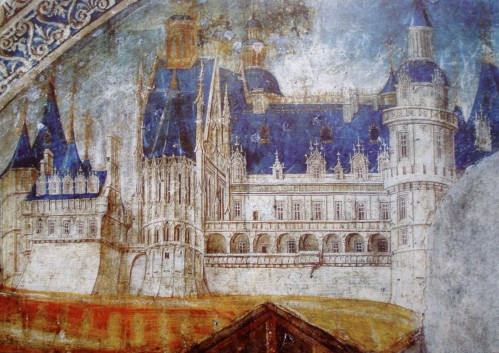
Castello di Gaillon. Lo stile pittorico è tipico del primo rinascimento
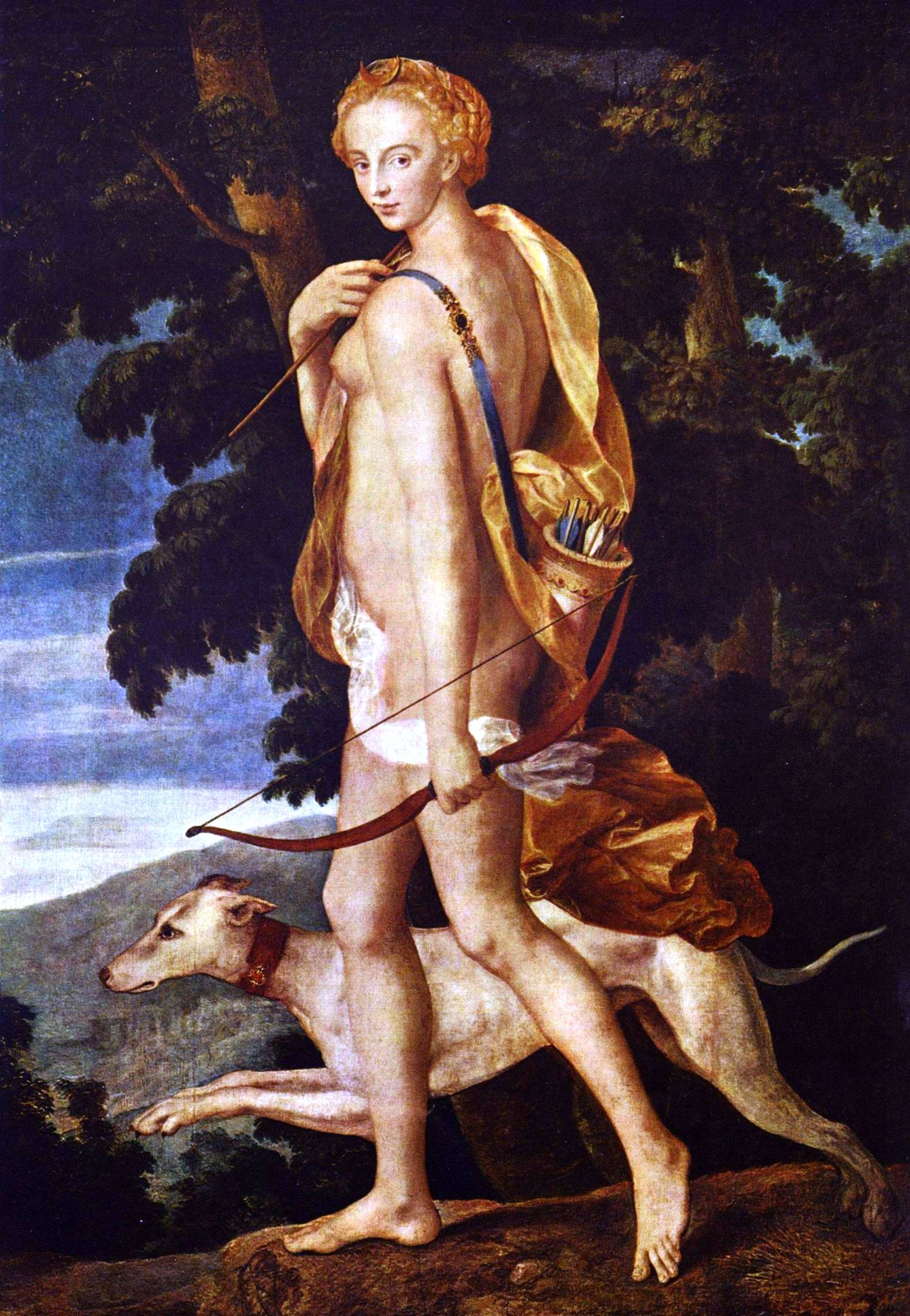
Diana cacciatrice (I scuola di Fontainebleau)
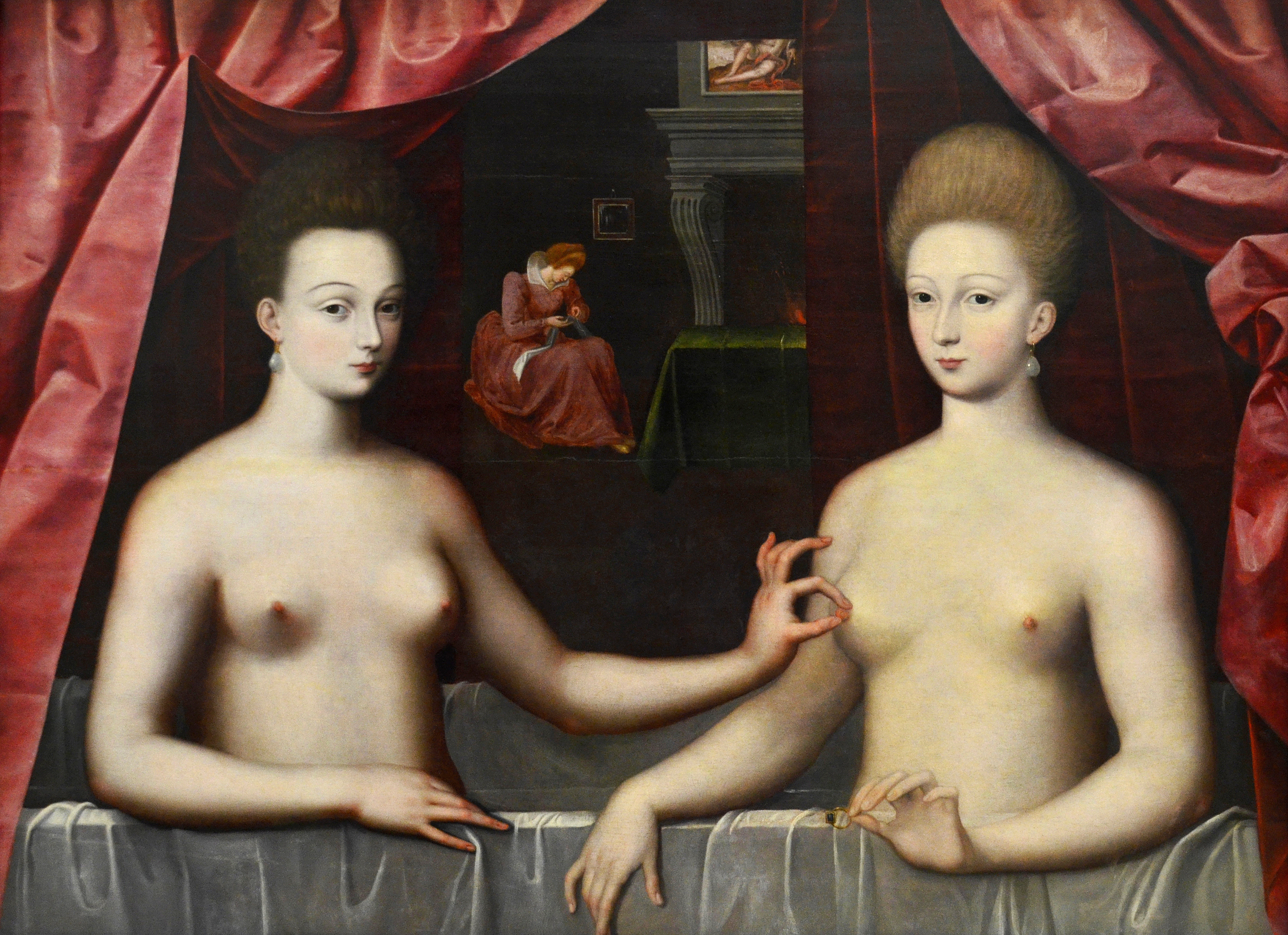
Presunti ritratti di Gabrielle d'Estrées sua sorella la duchessa di Villars, 1594 ca., di autore ignoto (II scuola di Fontainebleau)
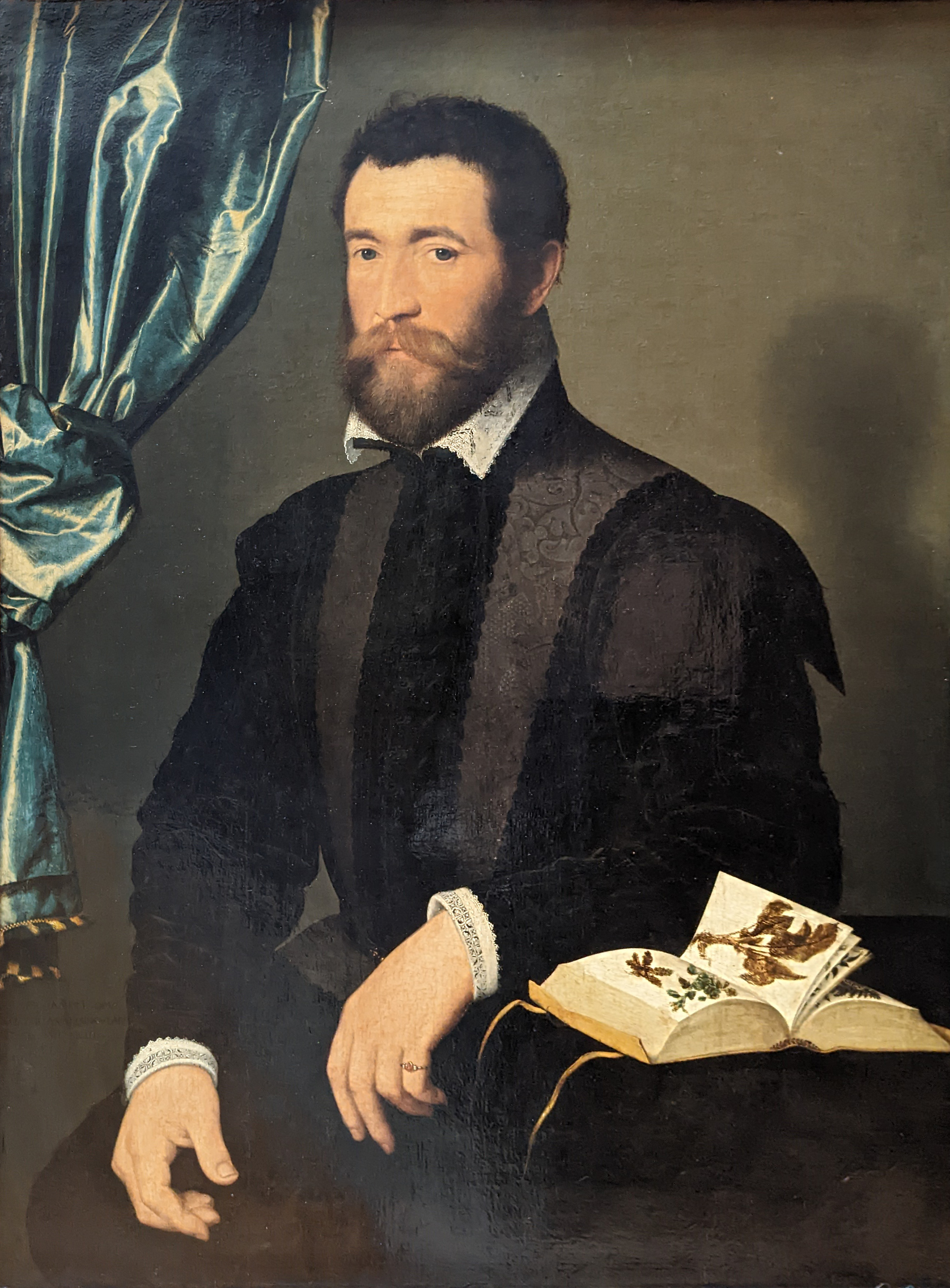
François Clouet, Ritratto di Pierre Quthe, 1562, Parigi, museo del Louvre
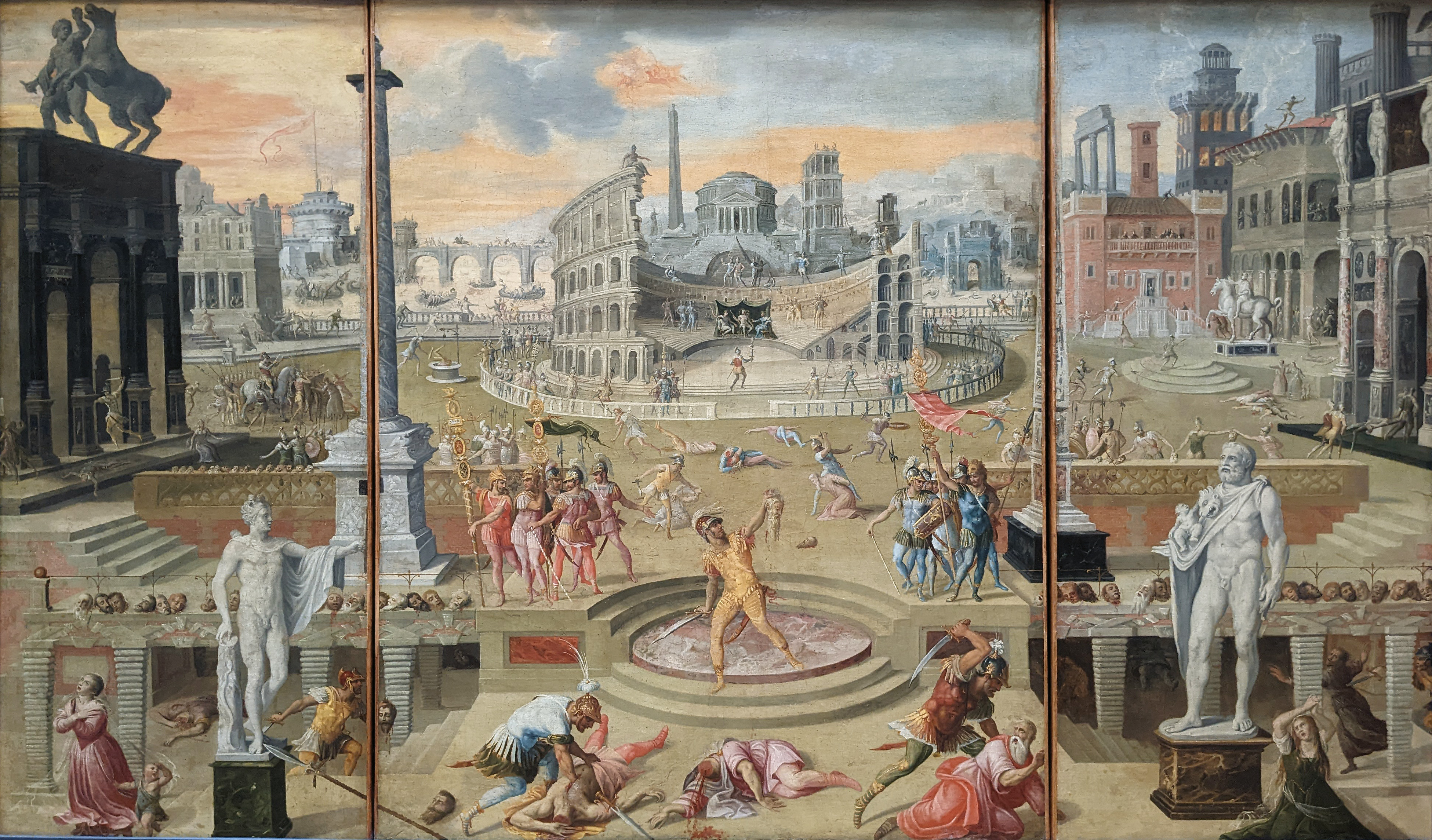
Antoine Caron, Massacro dei Triumviri, 1566, Parigi, museo del Louvre

## Scultura

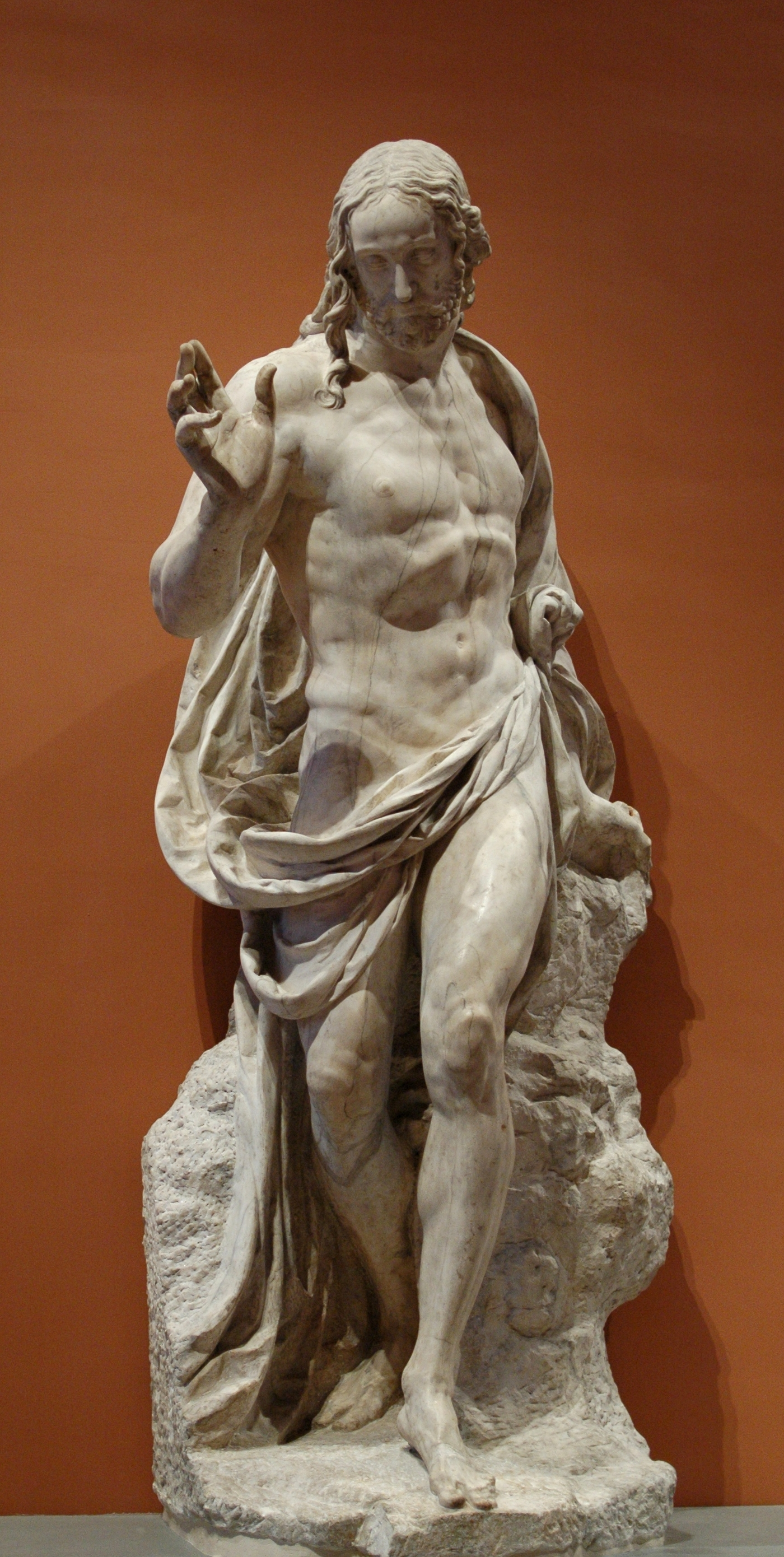
Germain Pilon, Cristo risorto, 1572, Museo del Louvre

Come per la pittura, l'influenza fiammingha è stata a lungo predominante in Francia con l'attività di grandi maestri come Claus Sluter. Ad esempio, la presenza di Francesco Laurana in Provenza, nel Maine e in Angiò a fine Quattrocento non ebbe grande influenza sulla produzione francese del tempo.
Dal punto di vista scultoreo, la prima influenza italiana giunse con i fratelli Betti (Antonio, Andrea e Giovanni), chiamati da Luigi XII in Francia nel 1504 per scolpire il suo monumento funerario nella basilica di Saint-Denis. Lo scultore Michel Colombe fu uno dei primi francesi a recepire i modelli italiani, il suo capolavaro essendo il monumento funerario del duca Francesco II di Bretagna a Nantes.
In un secondo tempo, un'attività molto intensa fu legata agli artisti chiamati dal re re Francesco I alla sua corte di Fontainebleau, tra i quali spicca la figura di Benvenuto Cellini. Famosissima è la saliera eseguita per il re oltre alla Diana e alla Ninfa di Fontainebleau.
Seguendo l'esempio di Cellini, i francesi Jean Goujon e Germain Pilon scolpirono la Fonte di Diana, sempre a Fontainebleau. Jean Goujon, originario dalla Normandia, creò uno stile manierista molto elegante, femminile e decorativo. Sue le sculture della Fontana degli Innocenti a Parigi e i basso-rilievi dell'ala di Pierre Lescot al Louvre. Germain Pilon fu un collaboratore di Francesco Primaticcio. Le sue opere più famose sono il monumento per il cuore di Enrico II, oggi al Louvre, la tomba di Enrico II di Francia e Caterina de' Medici nella basilica di Saint-Denis e il gruppo scultoreo della Risurrezione di Cristo oggi al Louvre.
Gli altri principali scultori francesi rinascimentali sono Michel Colombe, Pierre Bontemps, Barthélemy Prieur e Ligier Richier, figura di grande talento attiva in Lorena. Pietro Francavilla, originario di Cambrai e molto attivo in Toscana, fu uno degli importatori del tardo-manierismo alla corte di Enrico IV.
Un grande centro della scultura rinascimentale fu la città di Troyes, in Champagne, devastata da un grande incendio nel 1520 che provocòo la necessità di ricostruire la maggior parte delle chiese cittadine il che attrae lo scultore italiano Domenico del Barbieri, che ebbe numerosi discepoli, come Jacques Juliot e François Marchand.

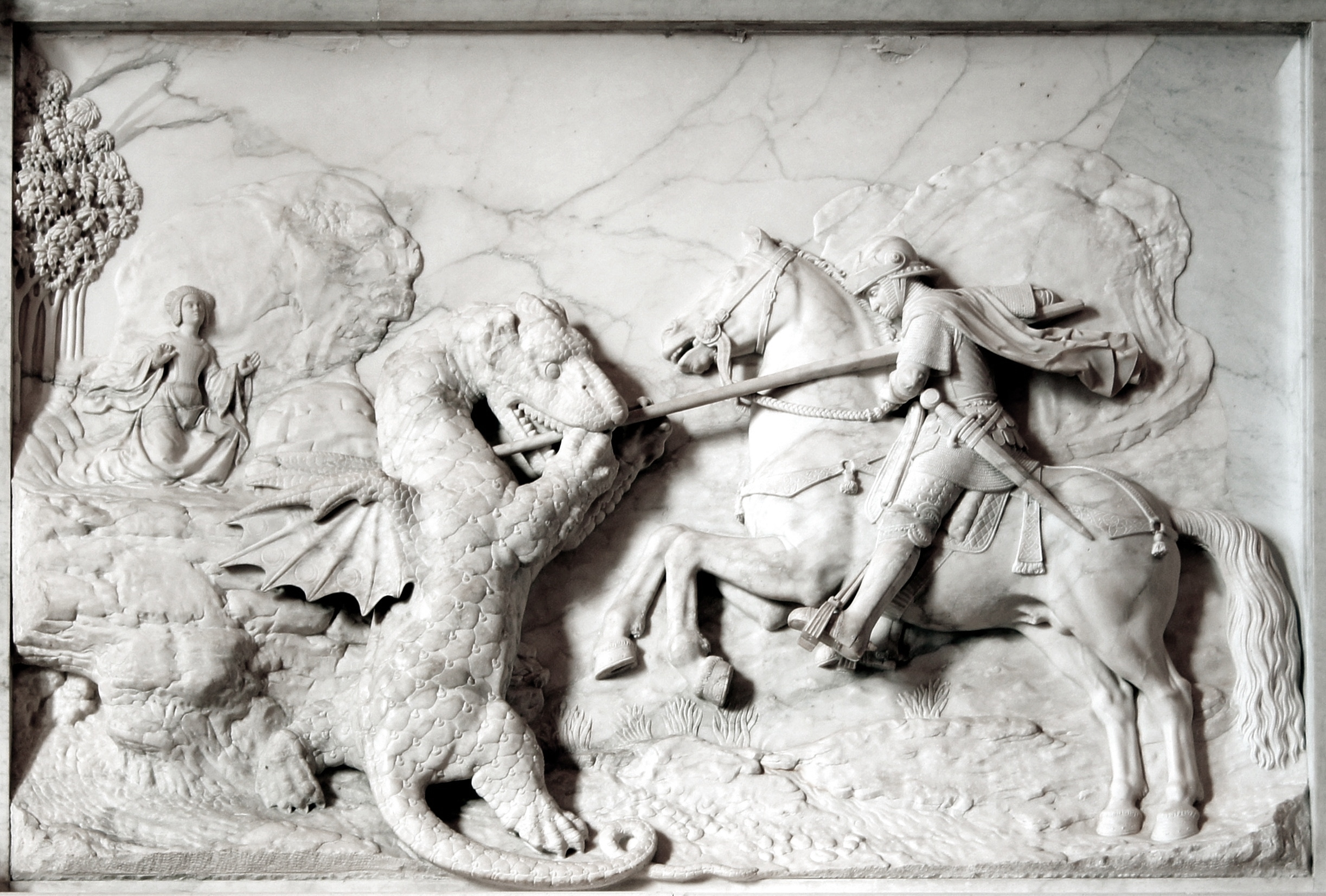
Michel Colombe, San Giorgio uccide il drago, 1510 ca., Parigi, museo del Louvre
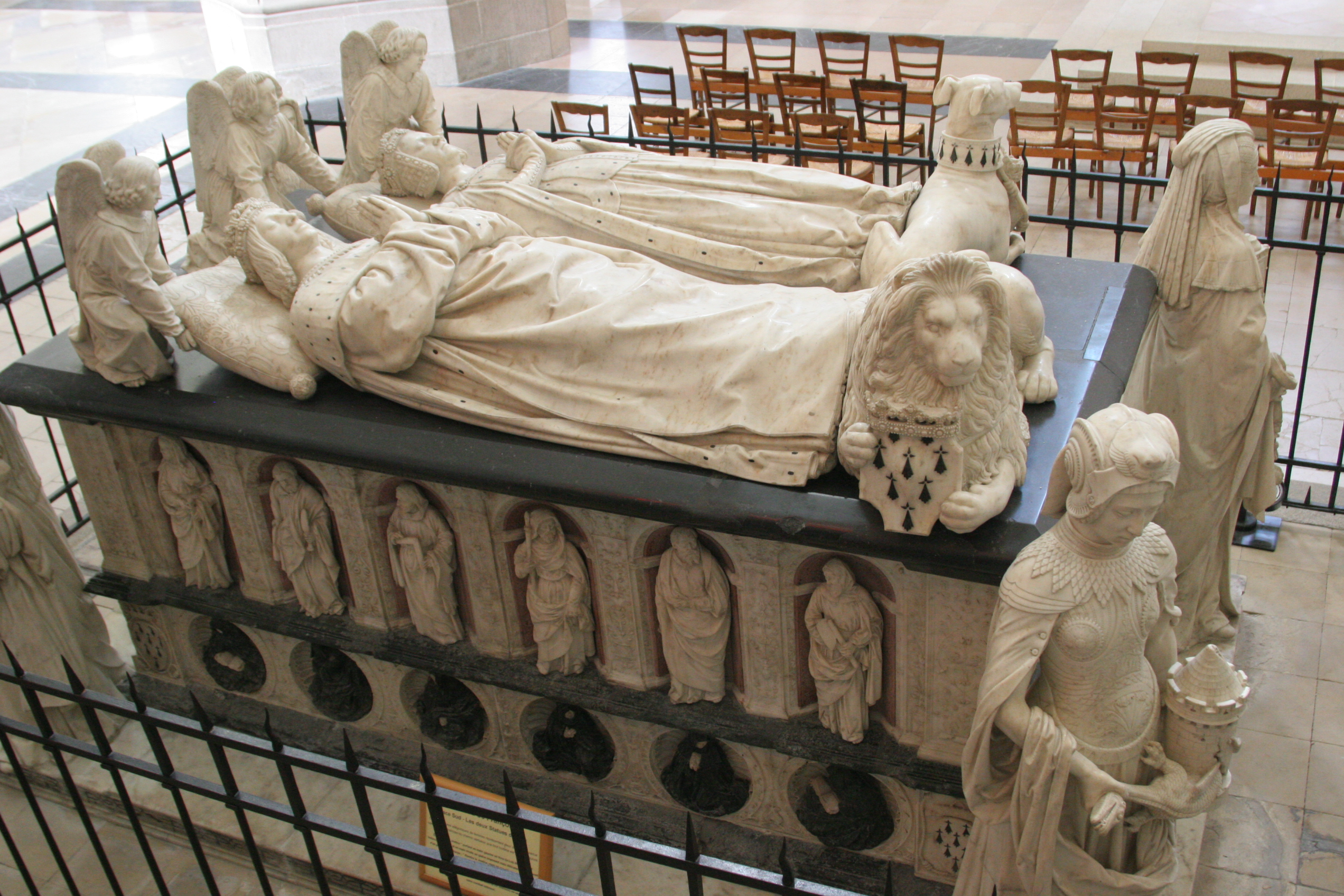
Michel Colombe, Allegoria delle Prudenza, tomba di Francesco II di Bretagna, cattedrale di Nantes.
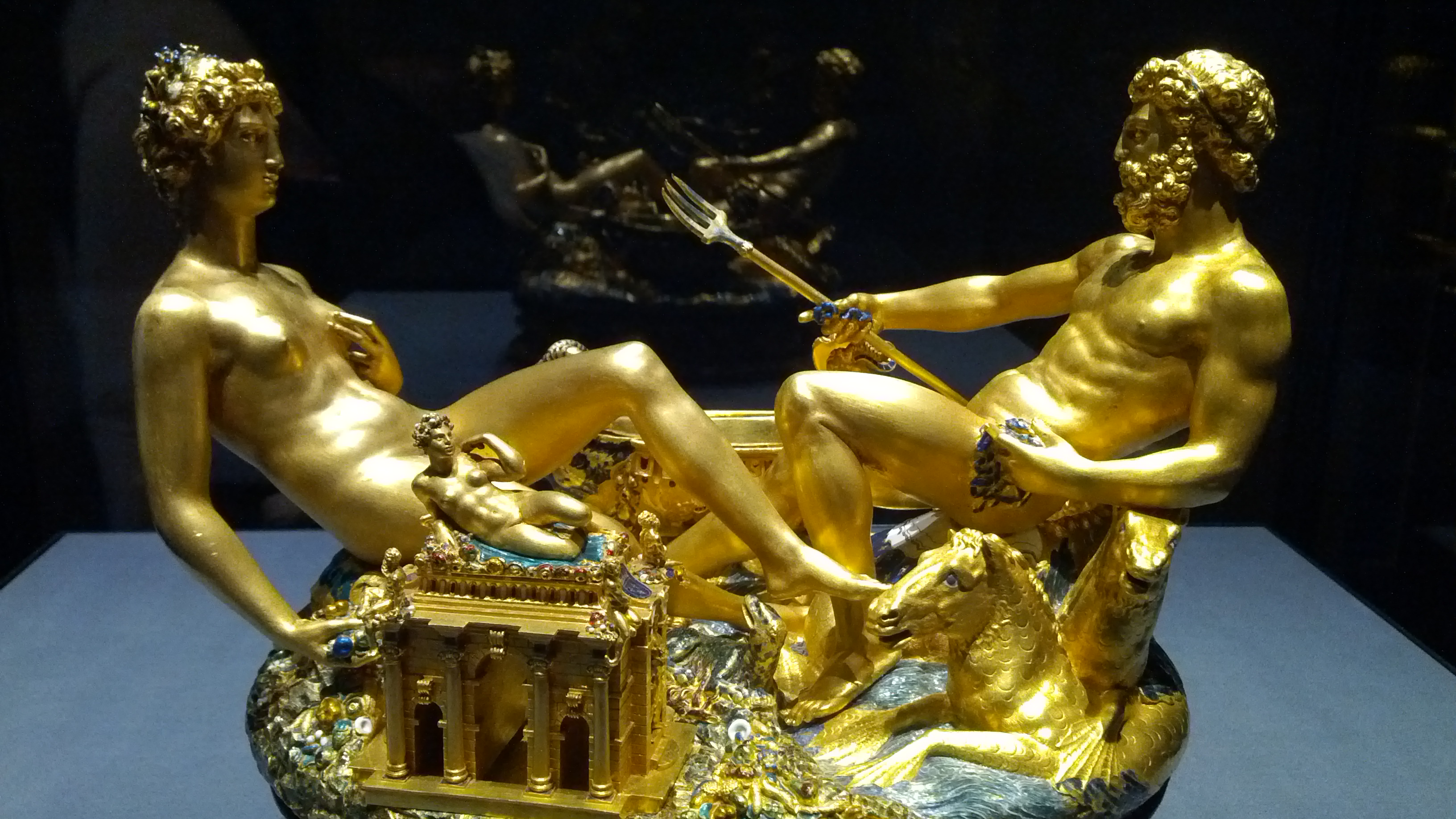
Saliera ad opera di Benvenuto Cellini; si notino i dettagli anatomici
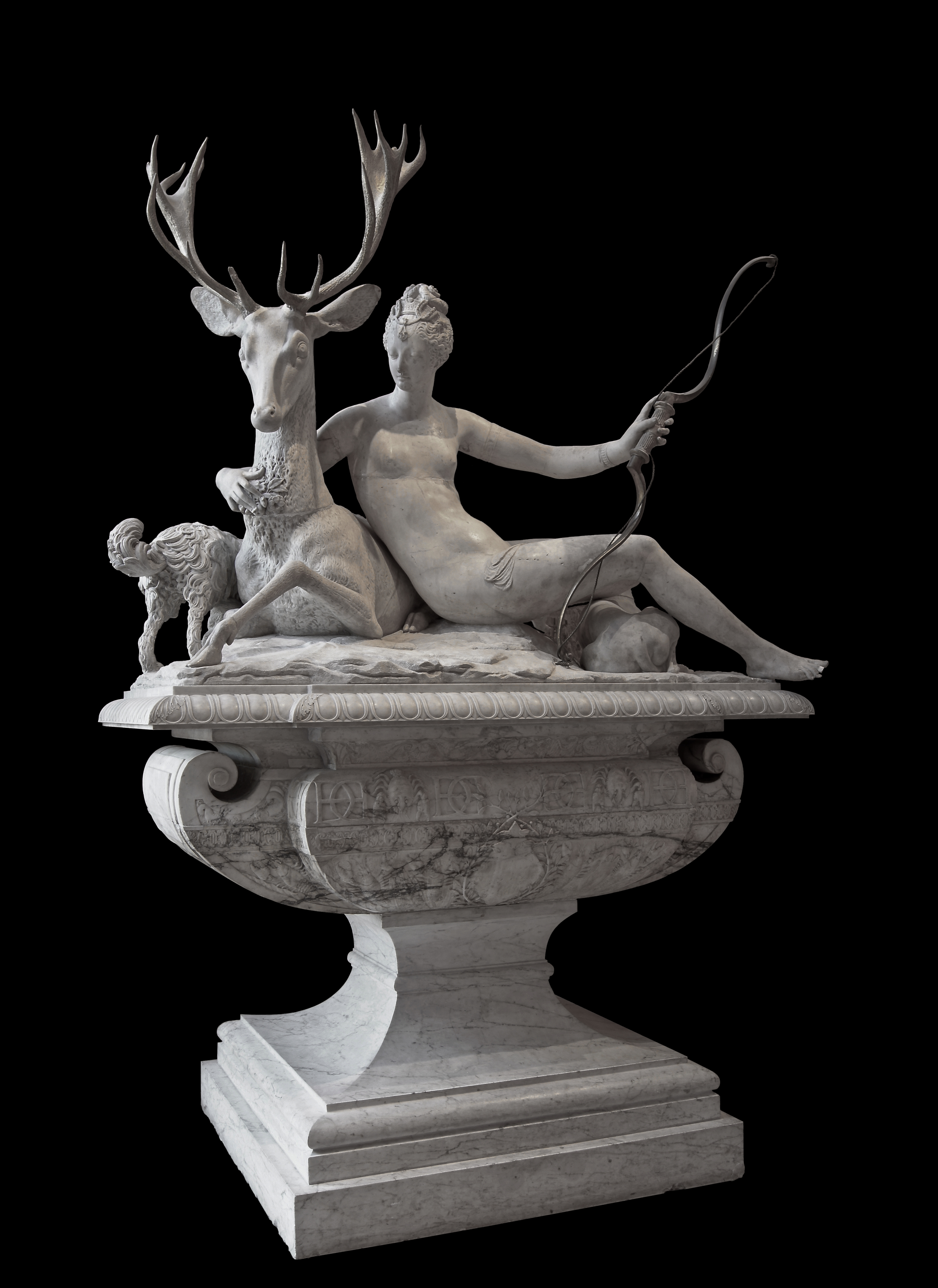
Fontana di Diana
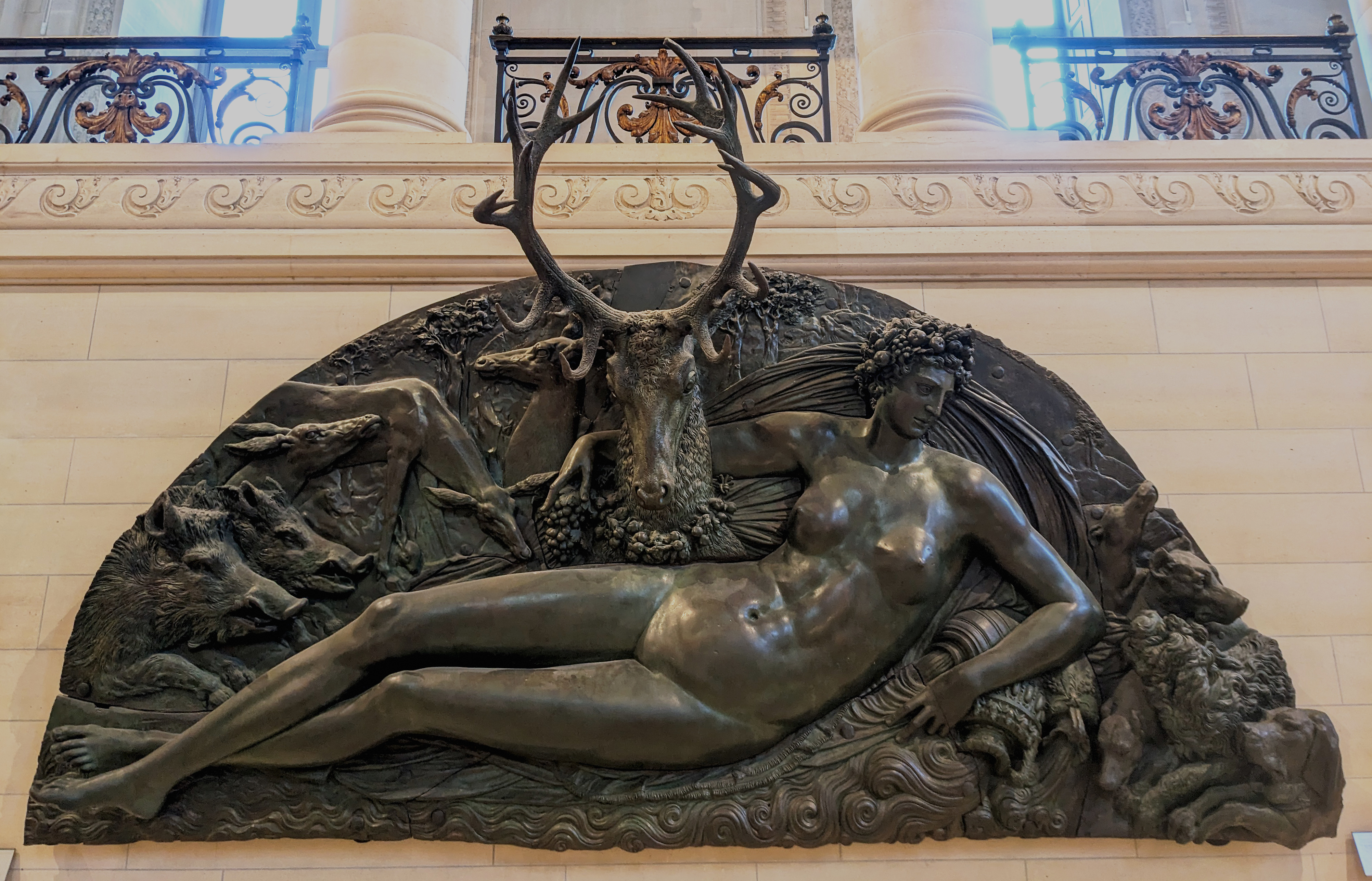
Benvenuto Cellini, Ninfa di Fontainebleau
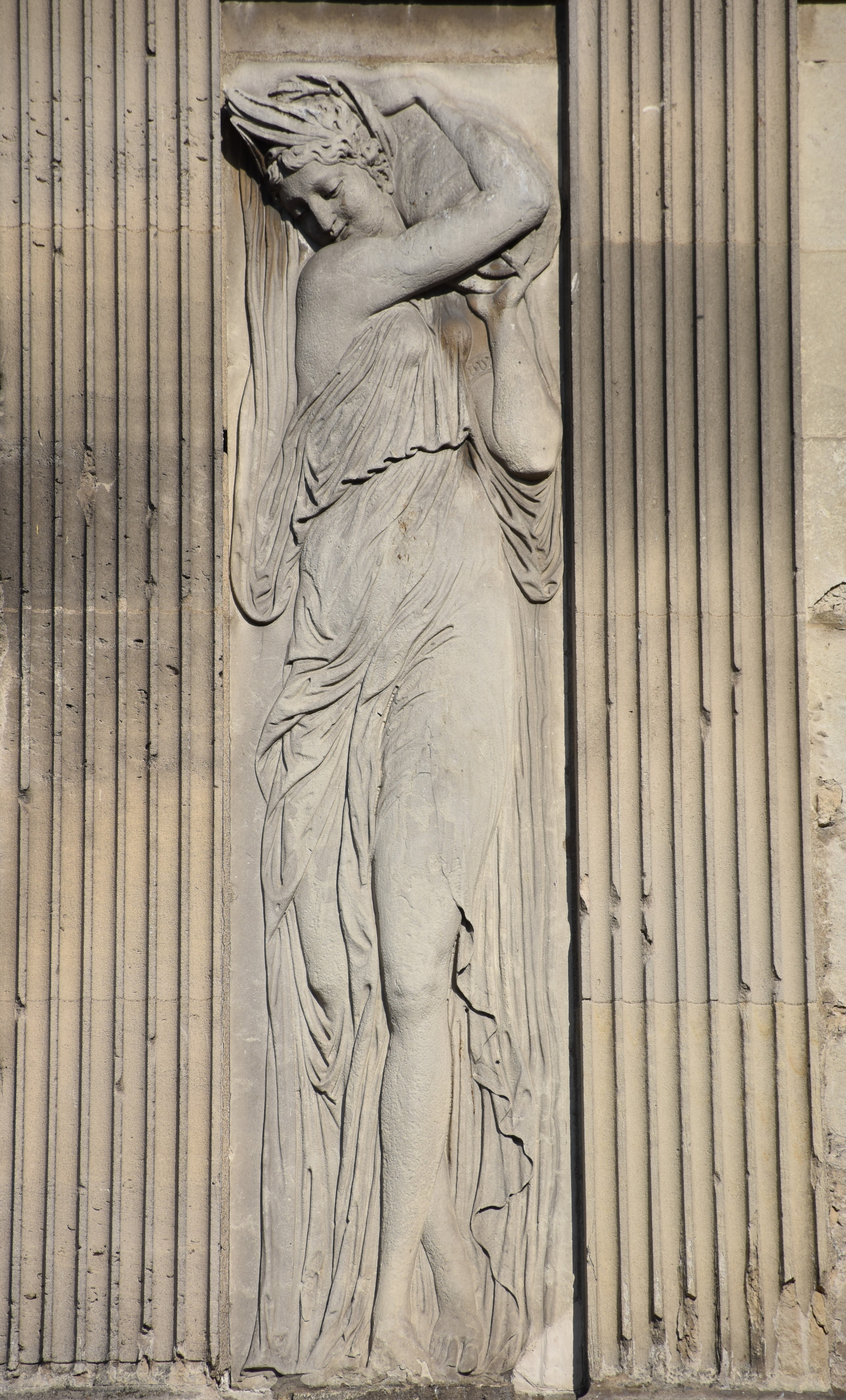
Jean Goujon, Ninfa, basso rilievo del 1549, Fontana degli Innocenti, Parigi.
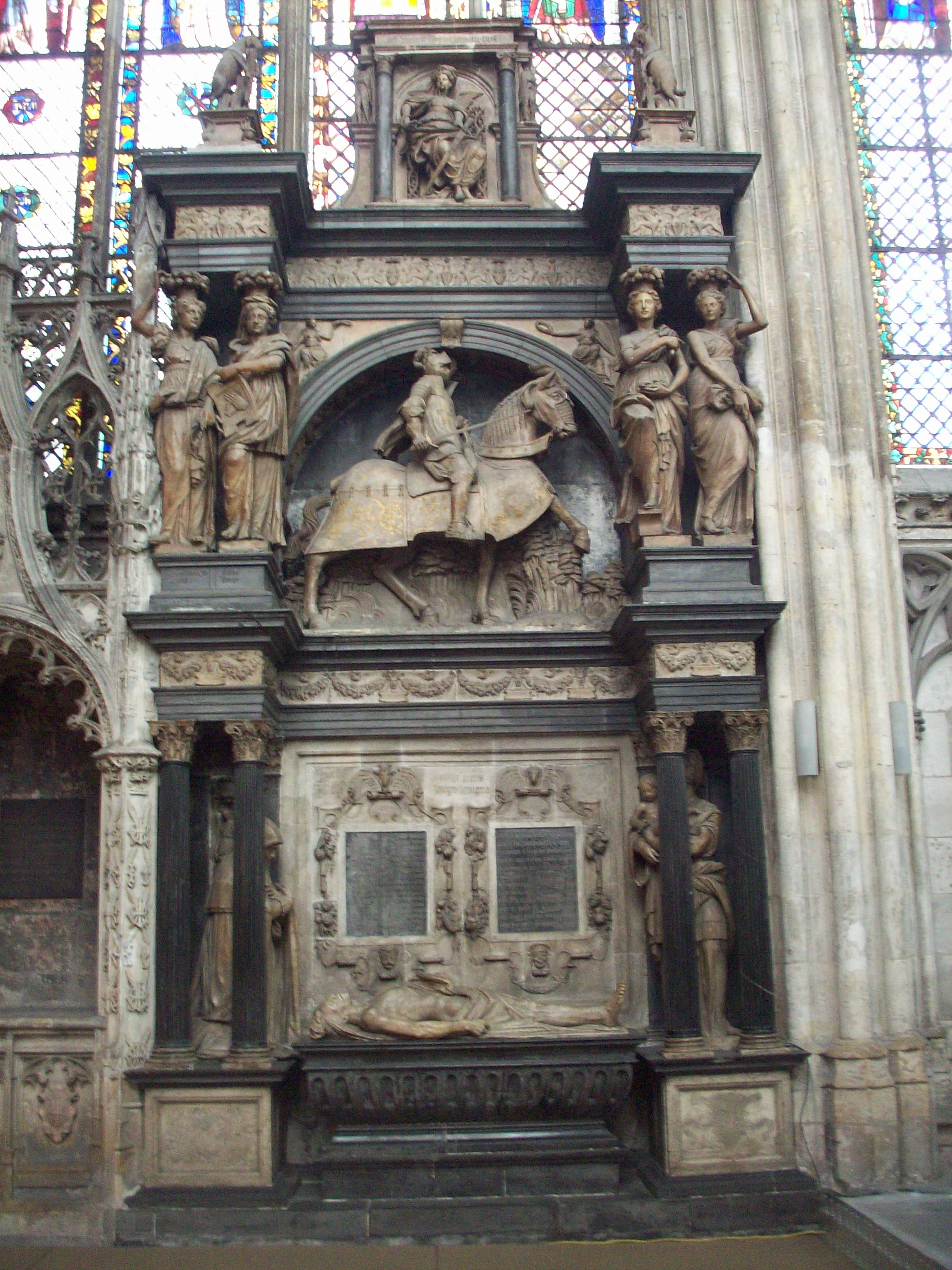
Jean Goujon a aiuti, Tomba di Louis de Brézé, 1536–1544, cattedrale di Rouen
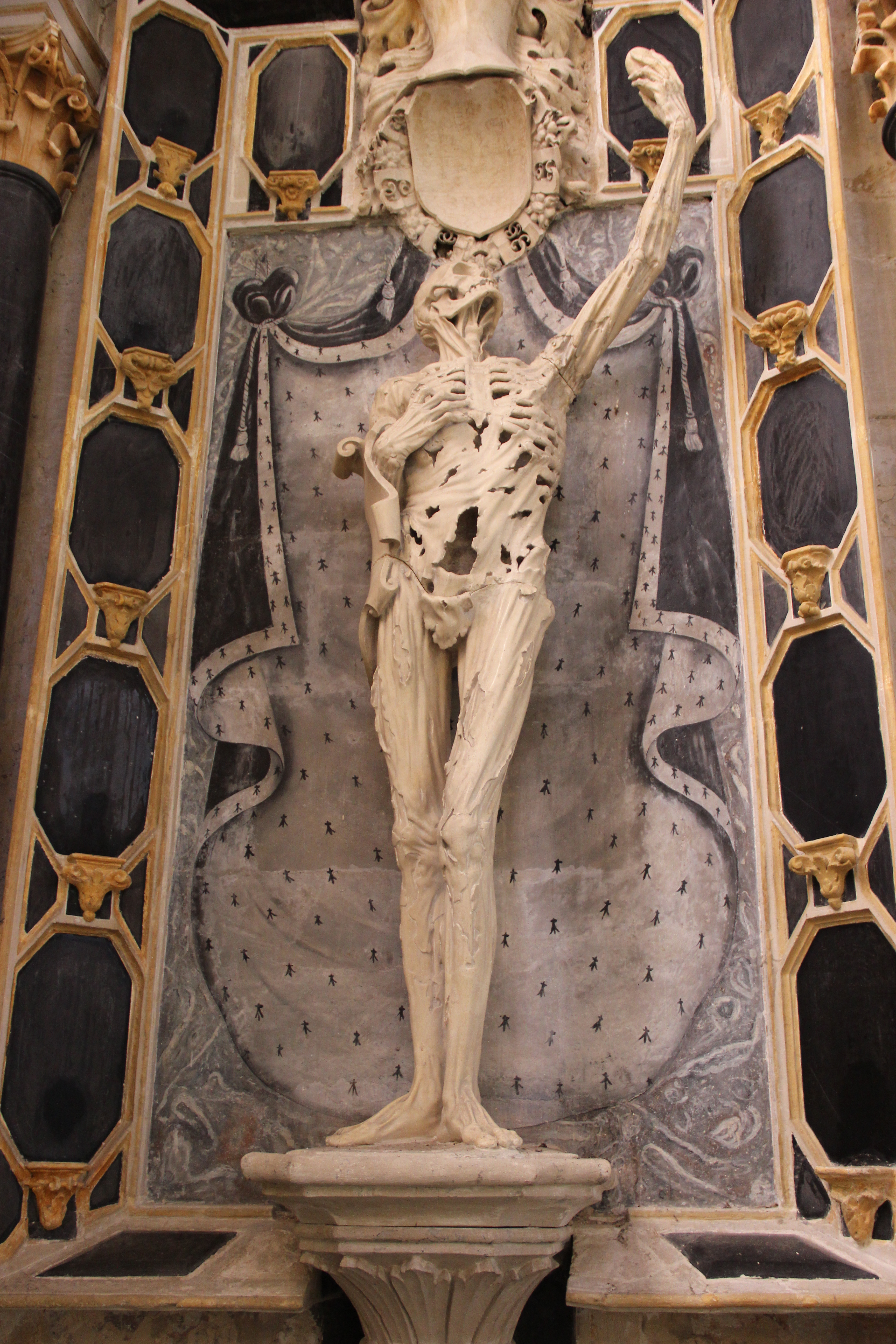
Ligier Richier, Transi di René de Chalon, Bar-le-Duc, chiesa di Saint-Etienne
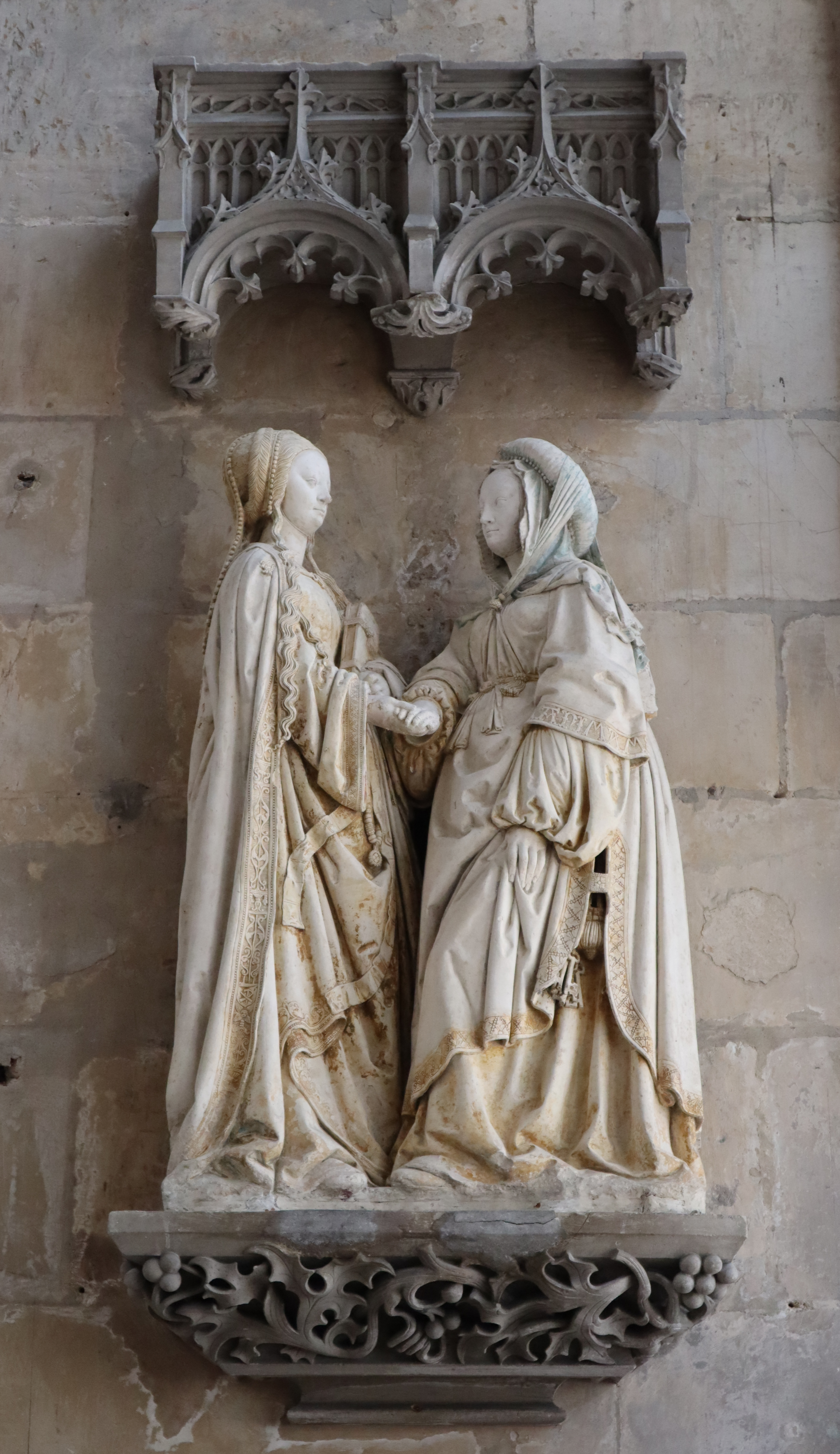
Anonimo, Visitazione, 1520 ca., Troyes, chiesa di Saint-Jean-au-Marché
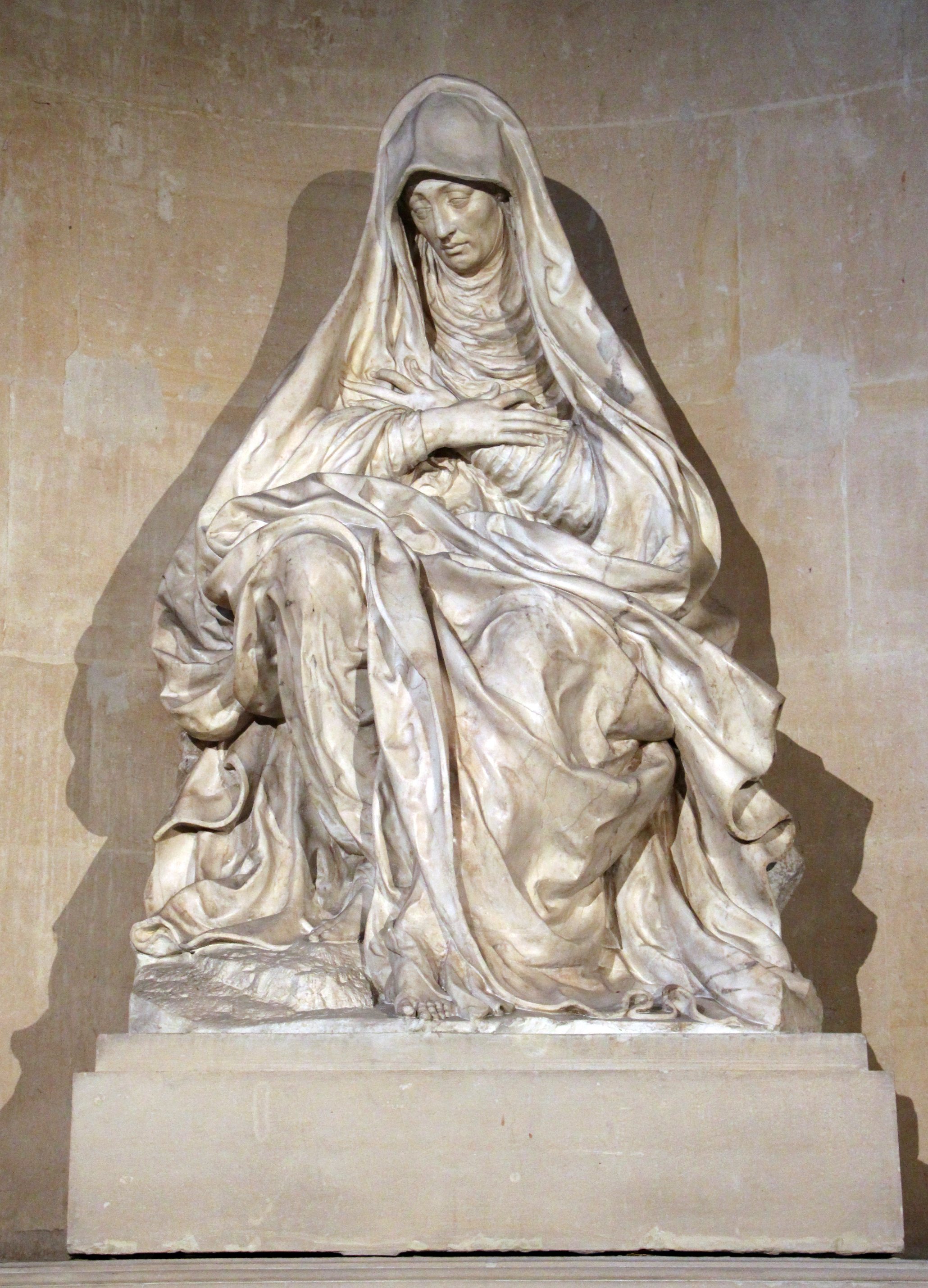
Germain Pilon, Madonna dolente, 1586, Parigi, Chiesa di Saint-Paul-Saint-Louis